# Juan Carlos I de España
Juan Carlos I de España (Roma, 5 de enero de 1938) fue el rey de España desde el 22 de noviembre de 1975 hasta el 18 de junio de 2014, cuando abdicó la Corona en su hijo Felipe VI. Tras su renuncia, continúa ostentando el título de rey con carácter honorífico y mantiene el tratamiento de «majestad», además de ser capitán general de las Fuerzas Armadas en la reserva. No ejerce ningún tipo de función constitucional.
Su reinado se inició con la solemne proclamación, por parte de las Cortes Españolas, el 22 de noviembre de 1975, dos días después de la muerte de Francisco Franco y de acuerdo con la Ley de Sucesión en la Jefatura del Estado de 1947 y la Ley de 22 de julio de 1969 –su padre, Juan de Borbón, legítimo heredero al trono de España, calificó esta ley como «engendro monstruoso» y no renunció a sus derechos dinásticos hasta 1977–. La Constitución española, ratificada por referéndum popular el 6 de diciembre de 1978 y promulgada el 27 de diciembre del mismo año, reconoce explícitamente su persona como rey de España y legítimo heredero de la dinastía histórica de Borbón, y le otorga la Jefatura del Estado. La carta magna confiere a su dignidad el rango de símbolo de la unidad nacional. Antes de su proclamación, debido a la delicada salud de Franco, había desempeñado intermitentemente funciones interinas en la Jefatura del Estado.
La influencia del rey Juan Carlos en la Transición española y su papel durante el intento de golpe de Estado de 1981, así como su apoyo a la integración europea y su contribución a la hora de estrechar relaciones diplomáticas, le hicieron merecedor durante su reinado de múltiples homenajes, reconocimientos, premios y galardones internacionales. A ese respecto, el periodista de la revista Time Howard Chua-Eoan lo consideró «uno de los héroes más improbables e inspiradores de la libertad del siglo xx, al desafiar un intento de golpe militar que pretendía subvertir la joven democracia posfranquista de España».
Sin embargo, la segunda mitad de su reinado fue más controvertida. Su imagen ante los medios de comunicación y ante la opinión pública empezó a deteriorarse a raíz del caso Nóos, un juicio por corrupción que implicaba directamente a una de sus hijas, la infanta Cristina, y que culminaría con el ingreso en prisión del esposo de esta, Iñaki Urdangarín. Después, en 2012, el propio monarca sufrió un accidente en Botsuana por el que hubo de ser evacuado a España; por ese percance se supo que había viajado al país africano para participar en una cacería de elefantes patrocinada por influyentes hombres de negocios saudíes y organizada por su entonces amante Corinna Larsen.
En junio de 2014 abdicó en su hijo Felipe, que subió al trono como Felipe VI. Se decretó, sin embargo, que Juan Carlos conservara de forma vitalicia y honorífica el título de rey, el tratamiento de Majestad y honores análogos a los del heredero de la Corona. Cinco años después, en junio de 2019, comunicó que abandonaba definitivamente la vida institucional, y un año más tarde, debido a las crecientes sospechas de corrupción, fue despojado por Felipe VI de la asignación presupuestaria que venía percibiendo de la Casa del Rey.
El 3 de agosto de 2020, la Casa del Rey hizo pública la voluntad de Juan Carlos de abandonar España ante la repercusión pública generada por «ciertos acontecimientos pasados» de su «vida privada», sin precisar el país de destino, aunque dos semanas después fue la propia Casa del Rey la que, ante las crecientes especulaciones mediáticas y políticas, comunicó que Juan Carlos se encontraba en Abu Dabi, capital de los Emiratos Árabes Unidos.
El 2 de marzo de 2022, la Fiscalía Anticorrupción archivó las tres causas en curso contra Juan Carlos al considerar que las mismas o estaban prescritas o no se podía imputar «ilícito alguno» por haber tenido lugar con anterioridad al año 2014, cuando el monarca estaba sujeto a la inviolabilidad que recoge el artículo 56.3 de la Constitución española.

En 2024, se hizo público que Juan Carlos había constituido una fundación con el propósito de centralizar y agrupar su fortuna dispersa en el extranjero. Este movimiento tenía como objetivo que sus hijas, Elena y Cristina, pudieran recibir la herencia en condiciones ventajosas para el trasvase de activos. La legislación de Emiratos Árabes Unidos convierte las fundaciones en instrumentos con una fiscalidad casi nula. Además, el secreto en torno a las normas o estatutos que regulan su funcionamiento interno diluye la verdadera titularidad de los bienes amparados por su estructura.

## Biografía

### Primeros años (1938-1948)
Juan Carlos (Juanito, o don Juanito, entre los más allegados, para diferenciarlo de su padre) nació en el edificio número 122 del viale dei Parioli de Roma el 5 de enero de 1938, hijo del matrimonio habido entre Juan de Borbón y Battenberg, conde de Barcelona, y de María de las Mercedes de Borbón y Orleans. Al poco de nacer, sus padres se trasladaron a Villa Gloria, una casa de cuatro pisos en el elegante barrio romano de Parioli. Fue bautizado el 26 de enero de 1938 en la capilla del Palacio Magistral de la Orden de Malta de Roma por el cardenal secretario de Estado de la Santa Sede, monseñor Eugenio Pacelli, futuro papa Pío XII, con los nombres de Juan Carlos Alfonso Víctor María de Borbón. Su abuela paterna, la reina Victoria Eugenia, fue la madrina, y su abuelo materno, Carlos Tancredo de Borbón-Dos Sicilias, príncipe de las Dos Sicilias e infante de España, el padrino. En 1942, la familia se mudó a la ciudad suiza de Lausana, donde permanecería hasta 1946, y Juan Carlos fue internado en la prestigiosa escuela Le Rosey.

### Formación (1948-1969)

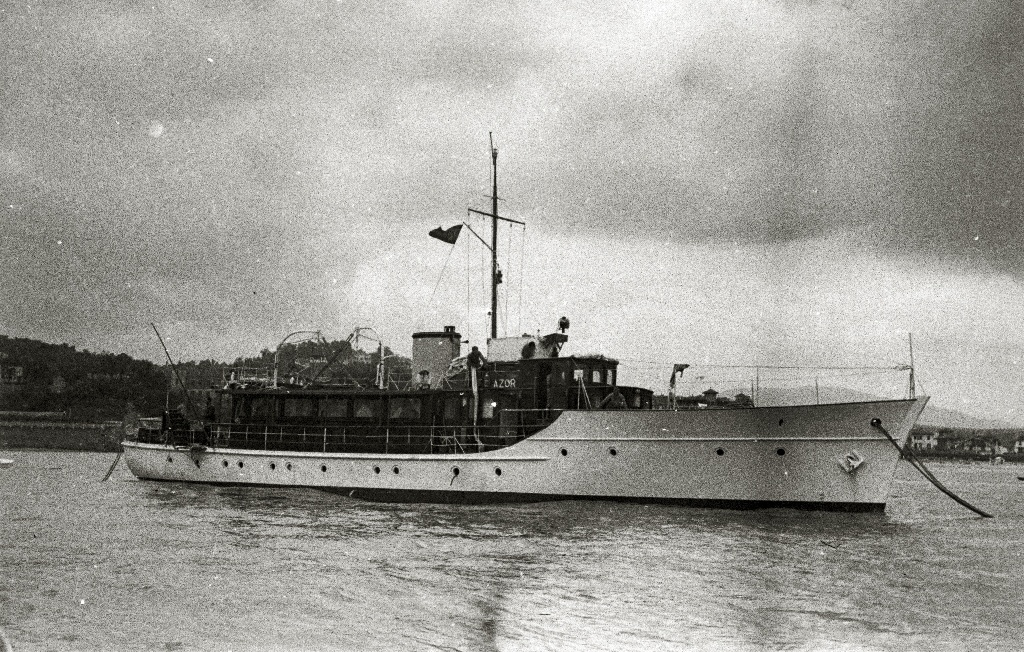
El yate Azor en la bahía de La Concha en 1947

En una reunión celebrada el 25 de agosto de 1948 en el golfo de Vizcaya a bordo del yate Azor, Franco exigió al conde de Barcelona que el niño fuera formado cerca de él en España. El caudillo trataba así de proyectar en Europa una imagen más aperturista del régimen y, a la vez, controlar cualquier movimiento en su contra por parte de don Juan. Este aceptó a regañadientes y, así, el 9 de noviembre de 1948, a los diez años de edad, Juan Carlos viajó desde Estoril hasta la estación de Villaverde en el tren Lusitania acompañado de sus nuevos preceptores, un sacerdote y un guardia civil. Era la primera vez que pisaba territorio español.
Su destino era la finca Las Jarillas, hasta entonces propiedad de los marqueses de Urquijo. El general ordenó que fueran seleccionados ocho chicos de su edad que destacaran por sus raíces aristocráticas o por su inteligencia para ser los futuros compañeros de estudios del ilustre alumno. Los elegidos fueron Alonso Álvarez de Toledo, hijo del marqués de Valdueza; Carlos de Borbón Dos Sicilias, primo hermano por parte de madre; Jaime Carvajal y Urquijo, hijo del conde de Fontanar; Fernando Falcó y Fernández de Córdoba, III marqués de Cubas; el valenciano Alfredo Gómez Torres; el catalán Juan José Macaya, y José Luis Leal Maldonado, que luego sería ministro de Economía durante la Transición. Sus preceptores advierten en él cierto grado de dislexia y que le cuesta mantener la concentración en clase.
Tras el verano de 1949, sin embargo, el deterioro de las relaciones entre Franco y don Juan llevarían a este último a decidir que su hijo no volviera por el momento a España.
Tras un año en Estoril (junto a Lisboa), Juan de Borbón accedió a que Juan Carlos regresara a España en el otoño de 1950 para continuar sus estudios, en esta ocasión acompañado de su hermano menor Alfonso. En el curso académico 1953-1954, Juan Carlos obtuvo el bachillerato. Posteriormente realizó su instrucción militar en la Academia General Militar de Zaragoza (1955-1957), tutelado por Alfonso Armada, un militar de elevado rango que se acaba convirtiendo en su preceptor. De allí pasó a la Escuela Naval Militar de Marín en Pontevedra (1957-1958) y, después, a la Academia General del Aire de San Javier en Murcia (1958-1959). Completó su formación en la Universidad de Madrid, donde cursó estudios de Derecho Político e Internacional, Economía y Hacienda Pública.

#### Muerte de Alfonso

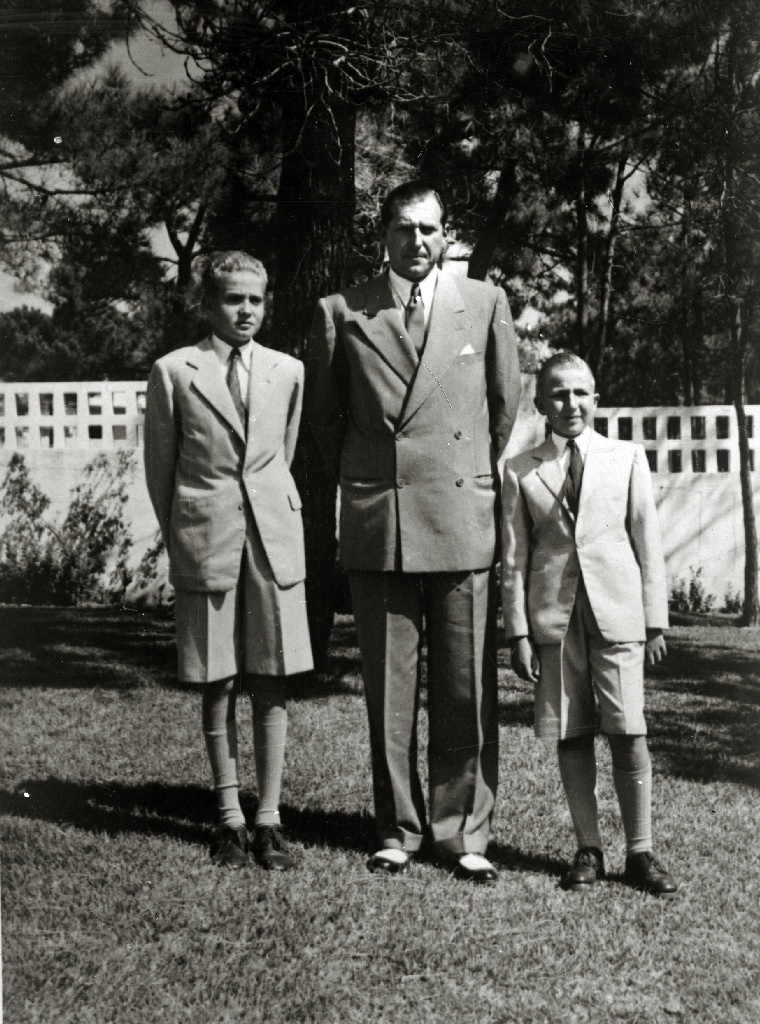
El infante Juan Carlos junto a su padre y su hermano Alfonso (derecha) en su residencia de Estoril (Portugal), en 1950

A mediados de marzo de 1956, don Juan había logrado reunir a sus cuatro hijos en Estoril para celebrar la Semana Santa de ese año. El día 29, festividad de Jueves Santo, la familia al completo asistió a los oficios religiosos y después se retiró a su residencia familiar. Juan Carlos, que ya había cumplido 18 años, y su hermano Alfonso, cuatro años menor que él, subieron al cuarto de juegos mientras esperaban la cena; querían seguir probando un pequeño revólver, un Long Automatic Star del calibre 22, que alguien les había regalado unos días antes (versiones apuntan a que el regalo habría sido entregado por Francisco Franco) y que, en contra de la voluntad expresa de su padre, seguían manipulando en secreto.
Poco después de las ocho de la tarde se oyó un disparo. Doña Mercedes recordaría así en sus memorias el instante que siguió a la detonación: «Oí a Juanito que bajaba las escaleras diciéndole a la señorita que teníamos entonces: “¡No, tengo que decírselo yo!”. A mí se me paró la vida». Don Juan y ella subieron a toda prisa y encontraron a su hijo menor en el suelo, inconsciente y en medio de un charco de sangre: la bala le había alcanzado la cabeza. Don Juan trató de taponarle las heridas, pero fue inútil. Entonces, tomó la bandera de España que presidía el salón y, tras cubrir el cuerpo de su hijo muerto, se volvió hacia Juan Carlos increpándole: «Júrame que no lo has hecho a propósito».
Al día siguiente, 30 de marzo, la embajada española en Lisboa publicó, por orden expresa de Franco, un escueto comunicado oficial que rezaba así:

Mientras su Alteza el Infante Alfonso limpiaba un revólver aquella noche con su hermano, se disparó un tiro que le alcanzó la frente y le mató en pocos minutos. El accidente se produjo a las 20.30, después de que el Infante volviera del servicio religioso del Jueves Santo, en el transcurso del cual había recibido la santa comunión.

Toda la prensa se hizo eco de la versión oficial. El diario Arriba titulaba: «Al disparársele una pistola, muere el infante don Alfonso de Borbón». Esta versión fue rebatida enseguida por una publicación italiana, que aseguraba que en realidad era Juan Carlos el que empuñaba el arma en el momento del disparo. La evidencia historiográfica que avala esta segunda versión, que en ningún momento fue negada por la familia, es abrumadora.
Don Alfonso fue enterrado en el cementerio de Cascaes el sábado 31 de marzo. Tras la ceremonia, don Juan se subió a bordo de su imponente Bentley de color negro para desplazarse a una zona costera indeterminada y, una vez allí, arrojó la pistola al mar. «Ningún policía puede examinar el arma; ningún juez investiga los hechos; ningún forense examina el cadáver. Lo que ocurrió en aquella habitación solo lo sabe Juan Carlos». El hermano mayor del conde de Barcelona, Jaime de Borbón, enfrentado a él por cuestiones dinásticas, exigió una investigación judicial del suceso.
Cuarenta y ocho horas después de la tragedia, Juan Carlos, siguiendo las órdenes de su padre, volvió a Zaragoza a continuar su instrucción.

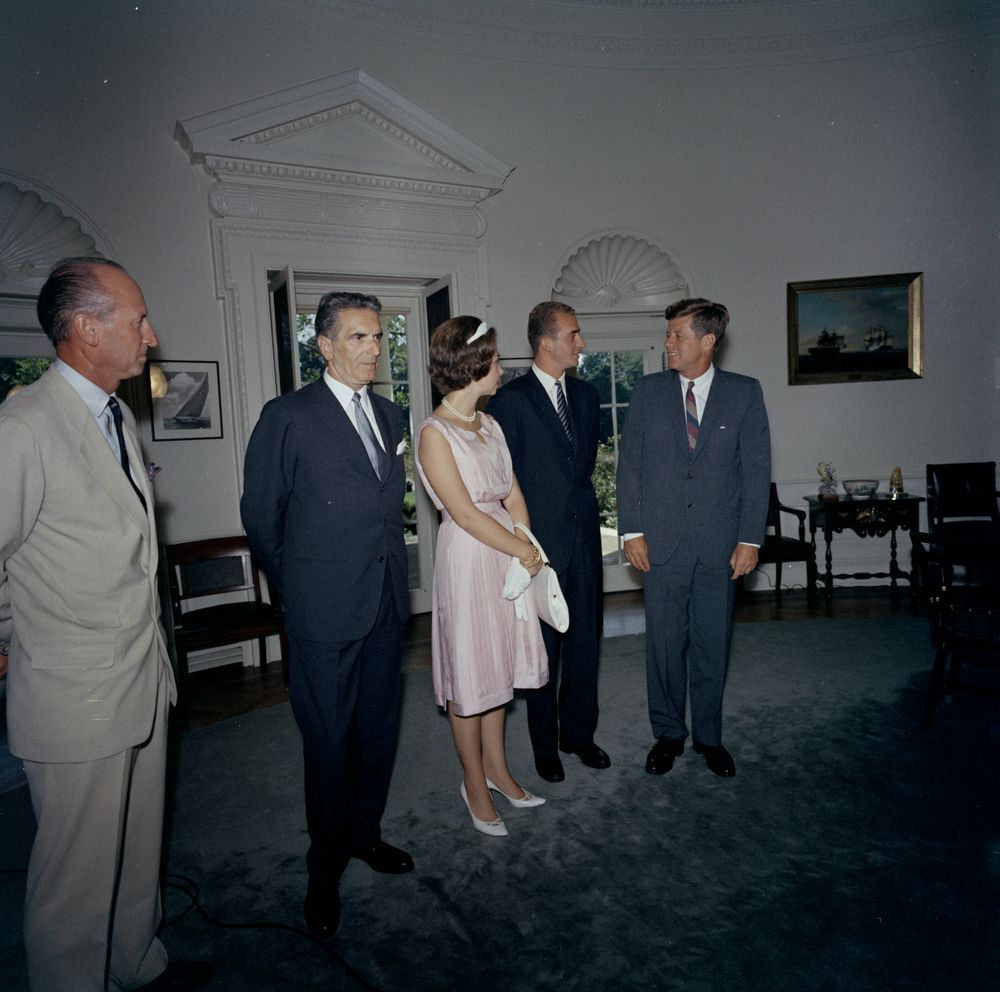
Fotografiado en agosto de 1962 en el Despacho Oval de la Casa Blanca, junto con la Princesa Sofía, el embajador español en los Estados Unidos Antonio Garrigues y John F. Kennedy

#### Boda con Sofía de Grecia
Sofía conoció a Juan Carlos en 1954, en un crucero que había organizado su madre, Federica de Hannover, con el fin de hermanar a las familias monárquicas de Europa y, sobre todo, a sus jóvenes generaciones. Seis años después, ambos viajaron a Londres para asistir a la boda de Eduardo de Kent con Catalina Worsley. El protocolo de celebración del evento resultó providencial, pues hizo que ambos quedaran emparejados y que surgiera «el flechazo».
El 13 de septiembre de 1961 se anunció oficialmente el compromiso. Ocho meses después, el 14 de mayo de 1962, la pareja contraía matrimonio por los ritos ortodoxo y católico. La ceremonia nupcial se celebró en la catedral católica de Atenas, y después tuvo lugar en la basílica de Santa María una ceremonia ortodoxa. Con anterioridad a su celebración, Franco había manifestado su interés en que Juan Carlos y Sofía vivieran en España, de modo que, a principios de 1963, y a pesar de la oposición inicial de Juan de Borbón, el matrimonio se trasladaba a Madrid para fijar su residencia en el Palacio de La Zarzuela.

### Príncipe de España (1969-1975)
De haberse cumplido las reglas dinásticas, la sucesión habría debido recaer en el padre de Juan Carlos, Juan de Borbón y Battenberg, tercer hijo y heredero de los derechos dinásticos de Alfonso XIII. Sin embargo, las no muy cordiales relaciones entre don Juan y Franco determinaron el salto en la línea de sucesión y el nombramiento de Juan Carlos como príncipe de España, título de nuevo cuño con el que Franco pretendía salvar distancias con respecto a la monarquía liberal. Dicho salto fue aceptado por el príncipe, lo que aumentó el conflicto interno en la Casa de Borbón, que ya se había hecho explícito el 5 de marzo de 1966: para esa fecha se había convocado una reunión del Consejo Privado del Conde de Barcelona en el hotel Palacio, en Estoril, con el fin de conmemorar el vigésimo quinto aniversario de la muerte de Alfonso XIII. La reunión pretendía ser un acto de reafirmación de los derechos dinásticos de Juan de Borbón y, para ello, la presencia del hijo constituiría la renuncia expresa de este a suplantar a su padre. Pero Juan Carlos en los días previos pretextó que sufría una indisposición y declinaba su asistencia. Juan de Borbón consideró aquel desplante la ruptura de la unidad dinástica por parte de su hijo. Y es que en los oídos de don Juan aún resonaban las palabras de Juan Carlos, el 21 enero, al Times: «Yo nunca, jamás aceptaré la corona en tanto mi padre viva».

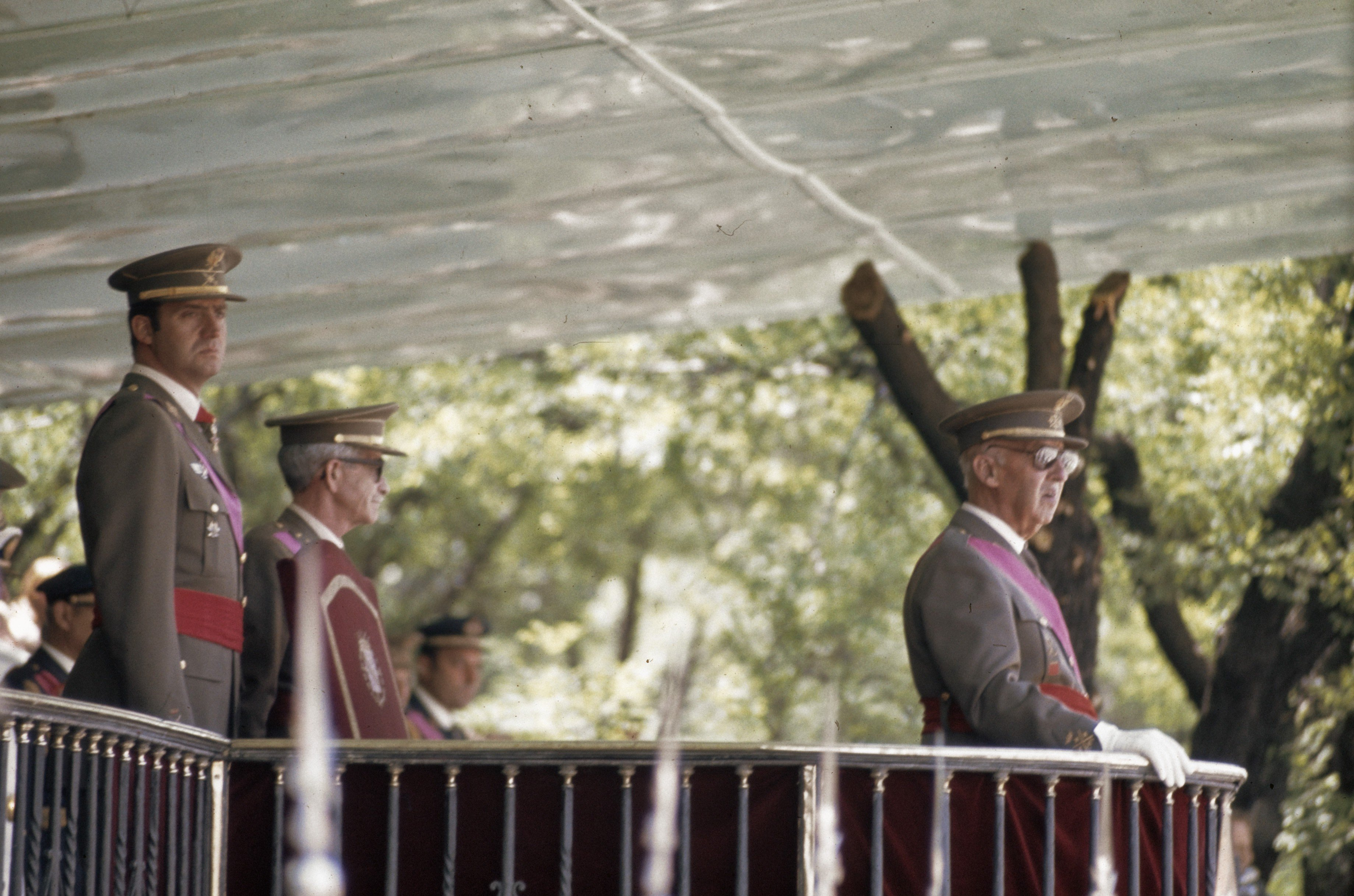
Franco y Juan Carlos presidiendo un desfile el 24 de mayo de 1975. Entre ellos, el entonces ministro del Ejército, el general Francisco Coloma Gallegos

Finalmente, amparándose jurídicamente en la Ley de Sucesión de 1947, en julio de 1969 Franco designó a Juan Carlos como sucesor a título de rey, nombramiento que sería ratificado por las Cortes Españolas el 22 de julio de 1969. Ante la Cámara, ese mismo día el joven príncipe juró guardar y hacer guardar las Leyes Fundamentales del Reino y los principios del Movimiento Nacional, es decir, el ideario franquista. En cualquier caso, el conde de Barcelona no renunciaría oficialmente a sus derechos sucesorios hasta 1977.
Juan Carlos I asumió interinamente la jefatura del Estado entre el 19 de julio al 2 de septiembre de 1974, y después desde el 30 de octubre hasta el 20 de noviembre de 1975 por enfermedades de Franco. El 9 de julio de 1974, Franco era ingresado por una flebitis en la pierna derecha. Antes de partir hacia el hospital, llamó al presidente del Gobierno, Carlos Arias Navarro, y al presidente de las Cortes, Alejandro Rodríguez de Valcárcel, para que prepararan el traspaso interino de poderes al príncipe. Con todo, dos días más tarde, Juan Carlos, que no quería un traspaso interino por parte de Franco, intentó persuadir a Arias para que hiciera ver al dictador que debía traspasarle el poder de manera definitiva. Ante la negativa del presidente del Gobierno, el príncipe pidió a Franco que no firmara el decreto de traspaso. El 19 de julio, el estado del dictador se agravó, por lo que Arias acudió al hospital para que aprobara el traspaso. El yerno de Franco, Cristóbal Martínez-Bordiú, intentó impedir que Arias entrara en la habitación del jefe del Estado. Finalmente consiguió acceder, tras lo cual convenció al dictador para que cediera el poder de manera interina, lo que provocó la furia del marqués de Villaverde y de la esposa del dictador, Carmen Polo. Juan Carlos asumía por primera vez la jefatura del Estado de manera interina.
Tras un nuevo empeoramiento de la salud de Franco, el 23 de octubre de 1975, Valcárcel y Arias Navarro acudieron a La Zarzuela para proponer al príncipe que asumiera de nuevo interinamente la jefatura del Estado. Juan Carlos se negó si la sustitución no era definitiva. El 30 de octubre, a Franco le sobrevino una peritonitis. Informado de la gravedad de su estado por el equipo médico que lo atendía, el dictador ordenó que el príncipe Juan Carlos asumiera sus funciones. Juan Carlos, tras cerciorarse de que la enfermedad del dictador era terminal, aceptó.
El 28 de abril de 1975, el rey Hassan II de Marruecos anunció en una radio francesa la Marcha Verde sobre el Sahara Occidental. Esta fue una operación ideada por el Departamento de Estado de los Estados Unidos que contaría con su apoyo logístico y el de la CIA. La noche del 16 de octubre el rey alauí anunció la marcha verde en un discurso en la televisión marroquí. El 2 de noviembre Juan Carlos visitó El Aaiún y declaró que España respetaría sus compromisos internacionales. La marcha verde tuvo lugar entre el 6 y el 9 de noviembre. El plan consistió en transportar a 300 000 civiles con unidades militares armadas camufladas entre ellos. El 14 de noviembre se firmó el Acuerdo Tripartito de Madrid, por el cual España cedía el Sahara Occidental a Marruecos y Mauritania.

### Reinado (1975-2014)

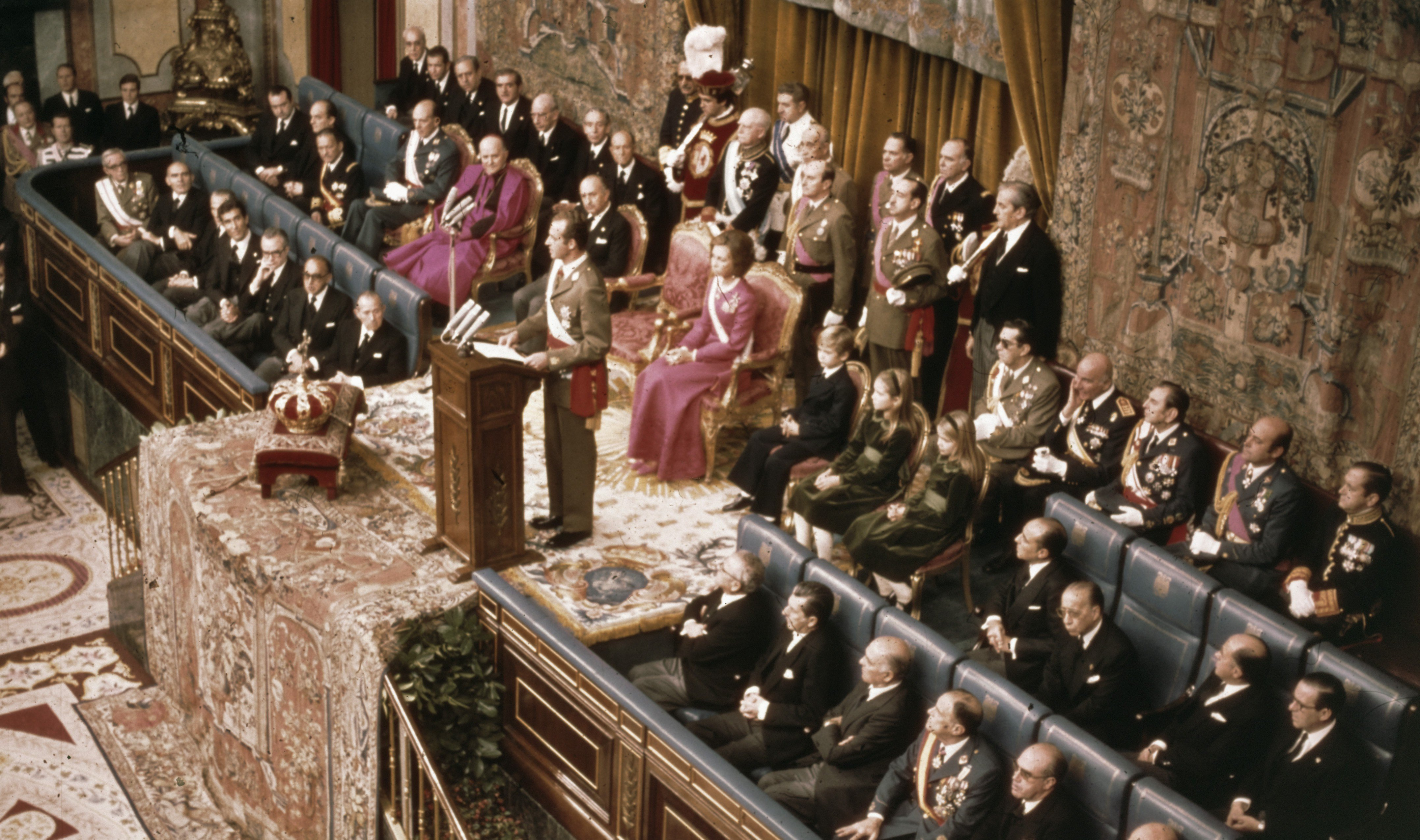
Proclamación como rey el 22 de noviembre de 1975 ante las Cortes franquistas

Al anunciarse la muerte de Franco (20 de noviembre de 1975), Juan Carlos juró acatar los Principios del Movimiento Nacional, destinados a perpetuar el franquismo. Fue proclamado rey de España por las Cortes Españolas como Juan Carlos I de España el 22 de noviembre de 1975. Cinco días después, acompañado por su familia, entrando bajo palio y tras besar el lignum crucis, fue confirmado en una ceremonia de unción y exaltación llamada «Misa de Espíritu Santo», celebrada en la iglesia de San Jerónimo el Real, en Madrid.
Fundándose en las facultades que las propias leyes franquistas le otorgaban —y a las que a la vez estaba sujeto—, impulsó el cambio de régimen para facilitar el advenimiento de la democracia. Uno de sus hombres de confianza, el jurista Torcuato Fernández Miranda, se propuso buscar un respaldo jurídico para el cambio de rumbo político y proteger así al monarca de una posible acusación de perjurio. El resquicio legal lo iba a hallar en la propia Ley de Sucesión, que en su artículo décimo permitía reformar, e incluso derogar, leyes fundamentales:

Son Leyes fundamentales de la nación: el Fuero de los Españoles, el Fuero del Trabajo, la Ley Constitutiva de las Cortes, la presente Ley de Sucesión, la del Referéndum Nacional y cualquiera otra que en lo sucesivo se promulgue confiriéndole tal rango.

El «ardid» de Fernández-Miranda, la «llave maestra» que permitiría ir «de la ley a la ley», fue elaborar una nueva (la octava) que derogaba todas las anteriores. Así echó a andar la Ley para la Reforma Política y se iniciaba la Transición.

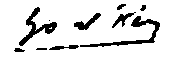
Primera rúbrica de Juan Carlos I como rey de España

El 14 de mayo de 1977, su padre, el conde de Barcelona, renunció definitivamente a sus derechos dinásticos históricos. En el solemne acto de abdicación estuvo presente, entre otros, Landelino Lavilla en calidad de notario mayor del Reino; tras la ceremonia Don Juan declaró que renunciaba «con mucho amor a España y cariño por mi hijo». Se reanudaba así en España la Casa de Borbón. Tras la proclamación de Juan Carlos I como rey de España, Felipe se convirtió en heredero de la Corona y el 1 de noviembre de 1977 asumió el título de Príncipe de Asturias.
El 22 de junio de 1977, Juan Carlos I envió una carta al sah de Irán, Reza Pahleví, en la que confirmaba su apuesta por la democracia, pero veía peligrar la monarquía, puesto que Adolfo Suárez, el candidato de su «plena confianza» y que consideraba soporte del sistema monárquico, carecía de las fuentes externas de financiación que disponían otras ideologías como la derecha, los comunistas y los socialistas, recalcando de estos últimos su ideología marxista (el PSOE se definió como tal hasta 1979). Finalmente, el rey solicitaba al sah «en nombre del partido político del presidente Suárez» un préstamo de diez millones de dólares como su «contribución personal al fortalecimiento de la monarquía española». La carta fue desvelada tras la publicación en 1991 del diario de Asadollah Alam, ministro del Interior y primer ministro del sah.
Durante su reinado se aprobó la Constitución española, que define las funciones del rey, suprimiendo toda participación política de la Corona y convirtiendo España en una monarquía parlamentaria; asimismo, el artículo 57 de la Constitución le reconoce como el heredero legítimo de la «dinastía histórica». La Constitución fue ratificada en referéndum del 6 de diciembre de 1978 y el rey la sancionó el 27 de diciembre.

Reunión de Juan Carlos y Sofía con el 38.º presidente de Estados Unidos Gerald Ford y su esposa Betty Ford

En cuestiones de política internacional, se mostró próximo a Estados Unidos. En 1979 Jimmy Carter envió al senador Edmund Muskie a Europa para tratar de asuntos que afectaban a los EE. UU. y Europa. Edmund Muskie y el embajador Terence Todman hablaron con Juan Carlos I. Un telegrama secreto con un resumen de esta conversación se envió al Departamento de Estado, fue desclasificado en 2014 y divulgado por el historiador Charles Powell. En el telegrama se dice que Juan Carlos I estaba dispuesto a ceder Melilla a Marruecos y convertir a Ceuta en un protectorado internacional, añadiendo que el ejército protestaría pero que el malestar «duraría sólo dos meses» y que él podría «controlar la situación».
Apoyó la intervención militar de la OTAN en Kosovo y el Plan Colombia (destinado a apoyar al gobierno colombiano contra las guerrillas izquierdistas), logrando convencer a José María Aznar para que contribuyera a su financiación.
El 21 de septiembre de 1992, el entonces príncipe Salmán bin Abdulaziz de Arabia Saudí y Juan Carlos I de España inauguraron la mezquita de la M-30, financiada con 2000 millones de pesetas del rey Fahd de Arabia Saudí.

#### Papel durante el 23-F
Uno de los episodios más delicados a los que tuvo que hacer frente el rey Juan Carlos I fue el intento de golpe de Estado de 1981, conocido como «el 23-F». El día 23 de febrero por la tarde, durante la segunda votación de la investidura del candidato a la Presidencia del Gobierno Leopoldo Calvo-Sotelo, se produjo la toma del Congreso de los Diputados por parte de fuerzas de la Guardia Civil al mando del teniente coronel Antonio Tejero. Simultáneamente en la Capitanía General de la III Región Militar (Valencia) el teniente general Jaime Miláns del Bosch ocupó las calles de la ciudad con tanques y hubo diversos conatos en otros puntos, tales como la toma de los estudios de Televisión Española en Prado del Rey.
En la madrugada del día 24, Juan Carlos I se dirigió al país por televisión para desautorizar tajantemente la intentona golpista (que creía contar con el apoyo de la Corona). El último párrafo de su mensaje sentenciaba:

La Corona, símbolo de la permanencia y unidad de la Patria, no puede tolerar en forma alguna acciones o actitudes de personas que pretendan interrumpir por la fuerza el proceso democrático que la Constitución votada por el pueblo español determinó en su día a través de referéndum.

Su intervención resultó providencial para el futuro de la democracia; como consecuencia, la institución representada por el monarca salió reforzada y quedó virtualmente consolidada no solo ante la ciudadanía sino también ante sectores políticos que hasta entonces no eran muy afines a esa forma de gobierno. 
El 9 de febrero de 2012, el semanario alemán Der Spiegel publicó un cable diplomático desclasificado por Alemania según el cual el rey habría mostrado simpatía por los golpistas durante un encuentro con el entonces embajador de Alemania en España, Lothar Lahn, el 26 de marzo de 1981: «Los cabecillas solo pretendían lo que todos deseábamos, concretamente la reinstauración de la disciplina, el orden, la seguridad y la tranquilidad»; también indicaba el embajador alemán que el Rey había aconsejado reiteradamente sin éxito a Suárez que «atendiera a los planteamientos de los militares, hasta que estos decidieron actuar por su cuenta». Por su parte, el Rey habría asegurado ante el embajador que trataría de influir en el Gobierno y la [administración de] Justicia para evitar un pena severa a los golpistas, ya que estos «solo pretendían lo mejor». En respuesta, Rafael Spottorno, jefe de la Casa del Rey, desmintió esta atribuida simpatía y afirmó: «Ni su Majestad el Rey ni esta Casa acostumbran a valorar escritos u opiniones de terceros, que son responsabilidad exclusiva de sus autores, y que en este caso concreto no se compadecen con la realidad de unos hechos cuyo desarrollo y corolario final son de público conocimiento».

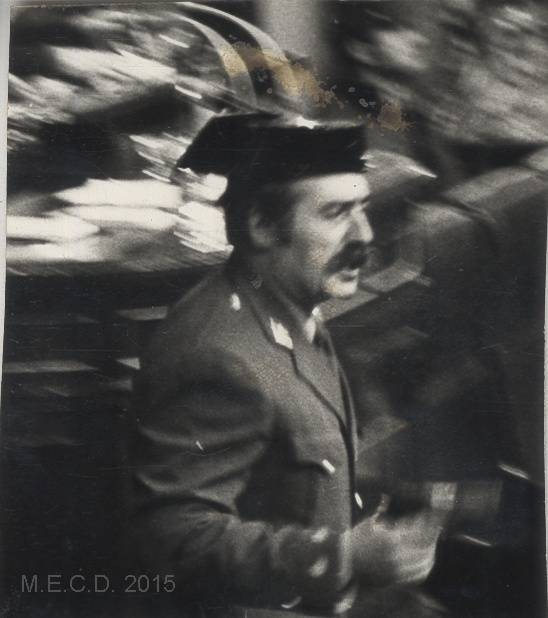
El teniente coronel Antonio Tejero, pistola en mano, ordena: «¡Quieto todo el mundo!», tras irrumpir en el Congreso de los Diputados el 23 de febrero de 1981

La publicación en 1993 por el aristócrata José Luis de Vilallonga de El Rey, última biografía autorizada hasta el momento por el rey Juan Carlos, suscitó controversia, por cuanto la edición española omitía comentarios de Juan Carlos I acerca del 23-F que sí aparecían en otras ediciones europeas del libro, del mismo modo que ponía en boca de Vilallonga comentarios que en otras ediciones se atribuían al propio Juan Carlos. Vilallonga había declarado meses antes en una entrevista que el rey le había pedido que, respecto del 23-F, en el libro, «dijese yo [por Vilallonga] casi todas las cosas».
En 2024 se hicieron públicas unas conversaciones mantenidas tres décadas antes entre el rey Juan Carlos I y su amante, la vedette Bárbara Rey. Entre otras confidencias, el monarca alababa al general Armada con estas palabras: «[…] ha pasado siete años en la cárcel, se ha ido a su pazo de Galicia y el tío jamás ha dicho una palabra. ¡Jamás!». Se refería al general Alfonso Armada, estrechamente vinculado a Juan Carlos desde 1954, y a su lealtad tras resultar condenado a 30 años de cárcel por su participación en el intento de golpe de Estado en España de 1981. A continuación señalaba: «En cambio, este otro está largando…». Aquí estaría aludiendo a Sabino Fernández Campo, que en aquellos años era secretario de la Casa Real. En el libro de memorias de José Bono Se levanta la sesión: ¿quién manda de verdad?, el político reveló que Sabino le había confesado: «El rey lloró el 23-F cuando escuchó tiros en el Congreso y me dijo que no esperaba tiros. No esperaba disparos pero ¿esperaba algo? Yo creo que esperaba algo acorde con la ley, porque Alfonso Armada le había llevado un escrito de un famoso catedrático de Derecho Constitucional que proponía que el Rey se presentara personalmente en el Congreso de los Diputados y, después de un discurso en el que destacara la mala situación de España, propusiera un Gobierno presidido por un independiente, previsiblemente Armada. Al Rey no le gustaba ser él quien se presentara ante el Congreso. Le advertí que se trataba de una proposición contraria a la Constitución. ¡Menos mal que estaba yo allí!». Según Pilar Urbano, el famoso catedrático de Derecho Constitucional sería Carlos Ollero, próximo al PSOE, y Armada le habría dicho al Rey «que con Suárez fuera del Gobierno podría armarse un gobierno de concentración nacional que evitaría el golpe militar. Y que desde Fraga a Felipe González están dispuestos a entrar en el Gobierno». En una entrevista a El Español, en 2024, Luis María Anson, director de la Agencia EFE en aquellos tiempos, reconoció haber recibido una llamada de Armada: «Felipe González, el Rey y yo estuvimos en la operación Armada», en la que le propuso ser ministro de Información en el hipotético gobierno de concentración nacional liderado por Armada.

#### Caso Urdangarin
El 12 de diciembre de 2011, tras las informaciones aparecidas en los medios de comunicación acerca de la probable imputación por malversación, fraude, prevaricación, falsedad y blanqueo de capitales del yerno del rey, Iñaki Urdangarin, duque consorte de Palma de Mallorca, La Zarzuela anunció que lo apartaba de todos los actos institucionales, por entender que su conducta no había sido «ejemplar». Además, durante su tradicional mensaje de Nochebuena, el rey insistió en la necesidad de un comportamiento ejemplar por parte de todas las personas con responsabilidades públicas, tras lo que afirmó que «la justicia es igual para todos», lo que se interpretó como una alusión a la probable imputación de su yerno. Con todo, tras su discurso en la solemne apertura de la X Legislatura, el 27 de diciembre, Juan Carlos lamentó que se hubiera personalizado su mensaje de Navidad. Dos días más tarde, el juez instructor José Castro imputaba a Iñaki Urdangarin.
Durante su declaración ante el juez instructor en Palma, los días 25, 26 y 27 de febrero de 2012, Urdangarin manifestó que el rey le había pedido que abandonara sus negocios en marzo de 2006. Sin embargo, el 16 de abril de 2012, se hicieron públicos tres correos electrónicos escritos por Urdangarin y aportados al juez instructor por su exsocio, Diego Torres, que implicarían al rey en negocios a favor de su yerno con posterioridad a esa fecha.

#### Crisis de la cacería de elefantes en Botsuana
El 14 de abril de 2012, Juan Carlos I sufrió una fractura de cadera durante una cacería de elefantes a la que había sido invitado en Botsuana, lo que levantó críticas desde distintos ámbitos debido a que ocurrió en la peor semana de la crisis económica y tras un discurso en el que el rey había pedido «rigor» y «sacrificios» a los españoles. Mientras que Partido Popular y Partido Socialista Obrero Español no quisieron valorar públicamente el percance, Izquierda Plural, Unión Progreso y Democracia y Esquerra Republicana de Catalunya anunciaron que preguntarían al Gobierno por este asunto en el Congreso de los Diputados. El lendakari, Patxi López, afirmó que «no estaría mal» una disculpa pública por parte del monarca. El 18 de abril, al salir del hospital donde fue intervenido, el rey se disculpó públicamente por esos hechos, situación sin precedentes desde que comenzara su reinado, calificada como un episodio absolutamente nuevo en toda la historia de la realeza.

#### Caso Corinna zu Sayn-Wittgenstein
En el año 2013, a raíz de salir a la luz la «estrecha relación» que el rey mantenía con la empresaria alemana Corinna zu Sayn-Wittgenstein, algunos medios de comunicación hicieron público que la Casa del Rey, utilizando dos millones de euros procedentes de fondos públicos de Patrimonio Nacional, remodeló profundamente la finca La Angorrilla —lugar muy cercano al Palacio de la Zarzuela, donde durante varios años habría vivido Corinna.

### Abdicación y retiro (2014-2019)

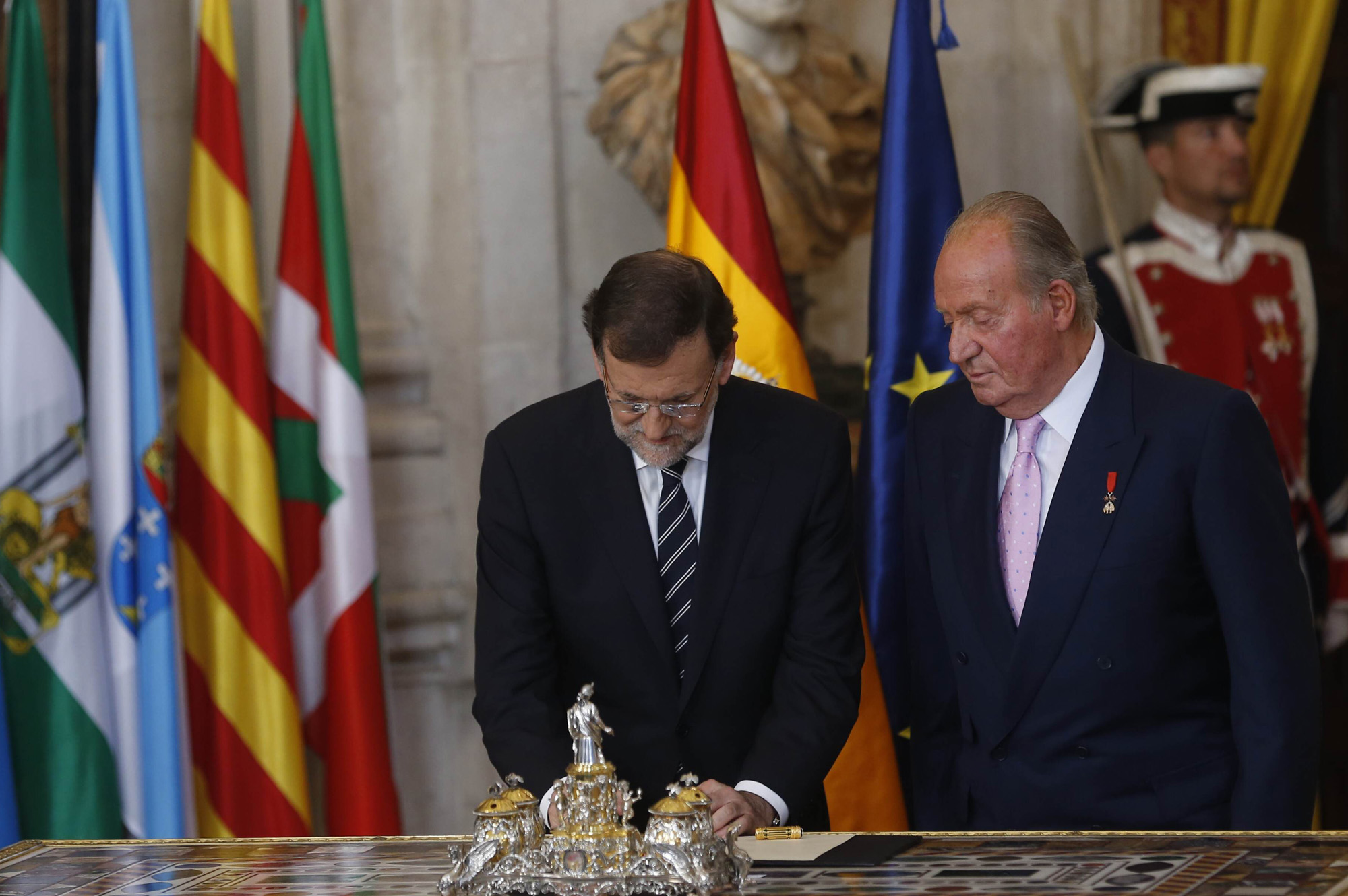
Juan Carlos I junto al presidente del Gobierno Mariano Rajoy, mientras este último refrenda la ley orgánica de abdicación (18 de junio de 2014)

El 2 de junio de 2014, Juan Carlos I manifestó su deseo de abdicar en su hijo Felipe. Para ello, según el artículo 57 de la Constitución Española, que es el que regula la sucesión al trono, se precisaba la aprobación de una ley orgánica por parte de las Cortes Generales reunidas en sesión solemne. Así sería dictada dos semanas después la Ley Orgánica 3/2014, que en el Congreso de los Diputados obtuvo 299 votos a favor, 19 votos negativos y 23 abstenciones y en el Senado 233 votos a favor, 5 votos en contra y 20 abstenciones.

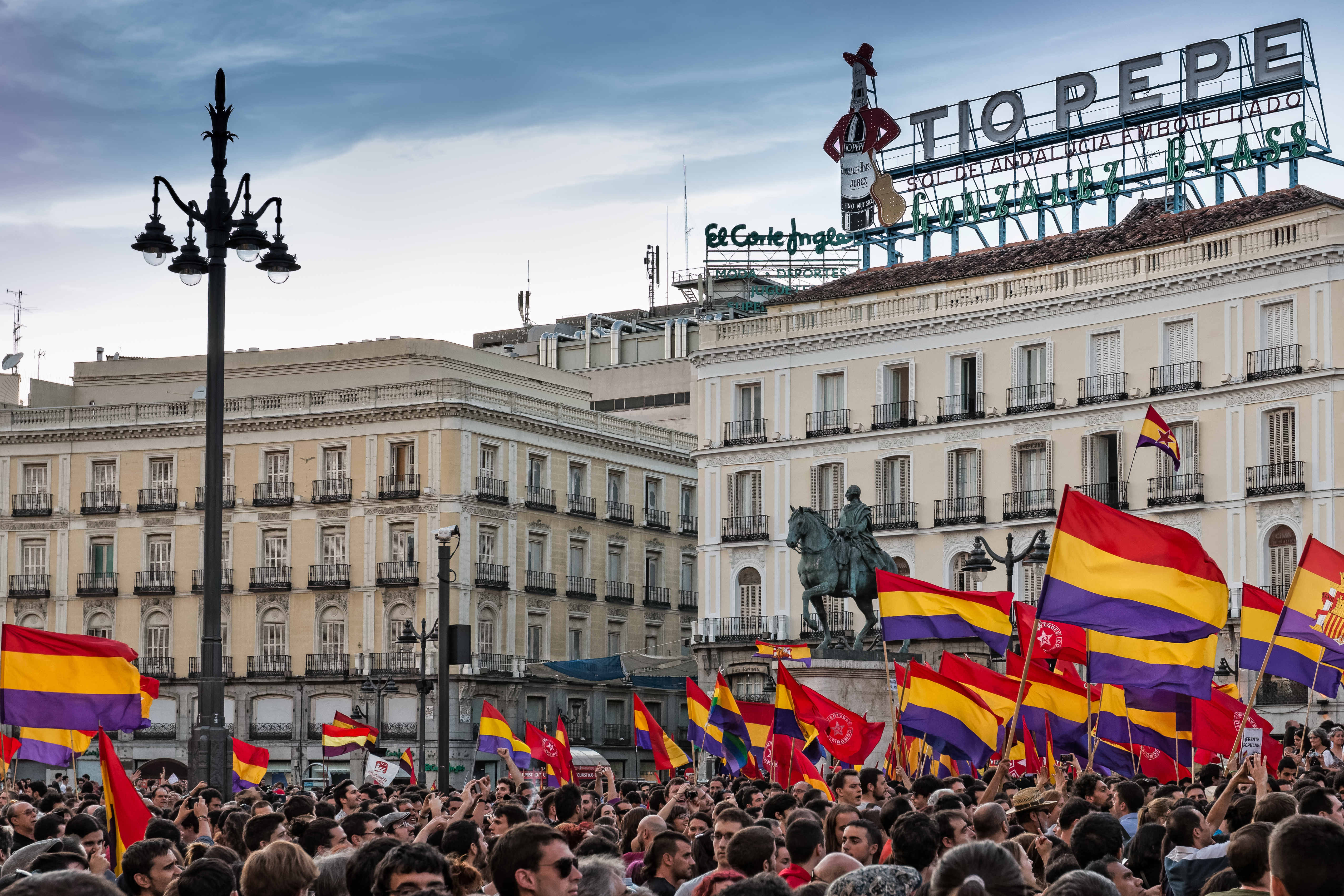
Manifestación republicana en la madrileña Puerta del Sol el día que se anunció la decisión de abdicar de Juan Carlos I

El mismo día de hacerse público el anuncio, los principales partidos republicanos, como IU, BNG y ERC, así como movimientos sociales antimonárquicos y radicalistas,como la Coordinadora 25-S y el Movimiento 15-M, convocaron manifestaciones en las principales capitales del país y en otras localidades para reivindicar la república y la celebración de un referéndum sobre la forma de Estado. En Cataluña y en otras comunidades se sumaron fuerzas independentistas. La respuesta fue multitudinaria. Unos días después, el sábado 7 de junio se impulsaron nuevas protestas, que, sin embargo, registraron una participación sensiblemente menor.
En cualquier caso, siguió ostentando un notable papel institucional. Además de intervenir en una treintena de actos públicos, acudió a unos cien eventos en representación de la Familia Real e, incluso, del Estado, como el funeral de Fidel Castro, la toma de posesión de Mauricio Macri o la apertura solemne de las conversaciones de paz entre el Gobierno de Colombia y las FARC. Disponía de su propia secretaría y continuó residiendo en el Palacio de la Zarzuela.
Sin embargo, durante ese tiempo, en los medios de comunicación se sucedían informaciones sobre actividades ilícitas del rey. Especialmente graves resultaron las revelaciones del caso Corinna, en las que su examante le acusaba de poseer cuentas ocultas en Suiza, de haberla utilizado como testaferro y de beneficiarse de la amnistía fiscal de 2012.
A finales de mayo de 2019, Juan Carlos comunicó oficialmente a Felipe VI que se retiraba definitivamente de la vida pública y que ya no participaría en actos oficiales.
En marzo de 2020, el Grupo Parlamentario de Esquerra Republicana y otros partidos registraron en el Congreso de los Diputados una iniciativa en la que solicitaban la creación de una comisión de investigación; el objetivo era determinar las responsabilidades «civiles, éticas y políticas» del exjefe de Estado en relación con una «donación» de 100 millones del año 2012 vinculada a la adjudicación, un año antes, de grandes obras en Arabia Saudita.
Fue el propio rey, Felipe VI, quien el día 15 de ese mes emitió un comunicado en el que renunciaba a la herencia de su padre, «así como a cualquier activo, inversión o estructura financiera cuyo origen, características o finalidad puedan no estar en consonancia con la legalidad y los criterios de rectitud e integridad que rigen su actividad institucional y privada». Según los estatutos de las sociedades Fundación Lucum y Fundación Zagazka, Felipe sería el beneficiario directo en caso de fallecimiento de su padre y encargado del sostenimiento del resto de la familia. Comunicó asimismo que retiraba a su padre la asignación que cobraba de los presupuestos de la Casa del Rey.

### Salida del país (2020-presente)
El 3 de agosto de 2020, la Casa del Rey hizo pública una carta en la que Juan Carlos, dirigiéndose a su hijo el rey, informaba de su voluntad de salir del país debido a la repercusión pública creciente de «ciertos acontecimientos pasados» de su «vida privada». Con ello parecía aludir a las investigaciones abiertas en Suiza y en España sobre los supuestos fondos de Juan Carlos I acumulados en paraísos fiscales. Por su parte, el rey, a través del mismo comunicado, resaltaba la importancia histórica del reinado de su padre y le mostraba su «agradecimiento» por la decisión tomada. 
Tras conocerse la noticia, diversos medios especularon con la posibilidad de que cuando la carta se hizo pública Juan Carlos en realidad ya había abandonado el país. En un primer momento, ni desde la Casa del Rey ni desde la Presidencia del Gobierno se quiso desvelar el paradero del rey Juan Carlos. El Gobierno, a través del ministro del Interior Fernando Grande Marlaska, vino a reconocer que el Estado español seguía asumiendo el coste del dispositivo de seguridad del padre del rey en el nuevo lugar de destino. Finalmente, el 17 de agosto de 2020 la Casa Real española confirmó que Juan Carlos I se encontraba en los Emiratos Árabes Unidos desde el 3 de agosto, el mismo día que fue anunciada su decisión de abandonar España y fijar su residencia en otro país.
Coincidiendo con la aparición de estas informaciones, más de setenta ex altos cargos españoles suscribieron un manifiesto en su apoyo por su reinado. Entre los firmantes se encontraban políticos retirados como Rodolfo Martín Villa, Alfonso Guerra, Matilde Fernández, Josep Piqué y Esperanza Aguirre o historiadores como Juan Pablo Fusi y Carmen Iglesias.

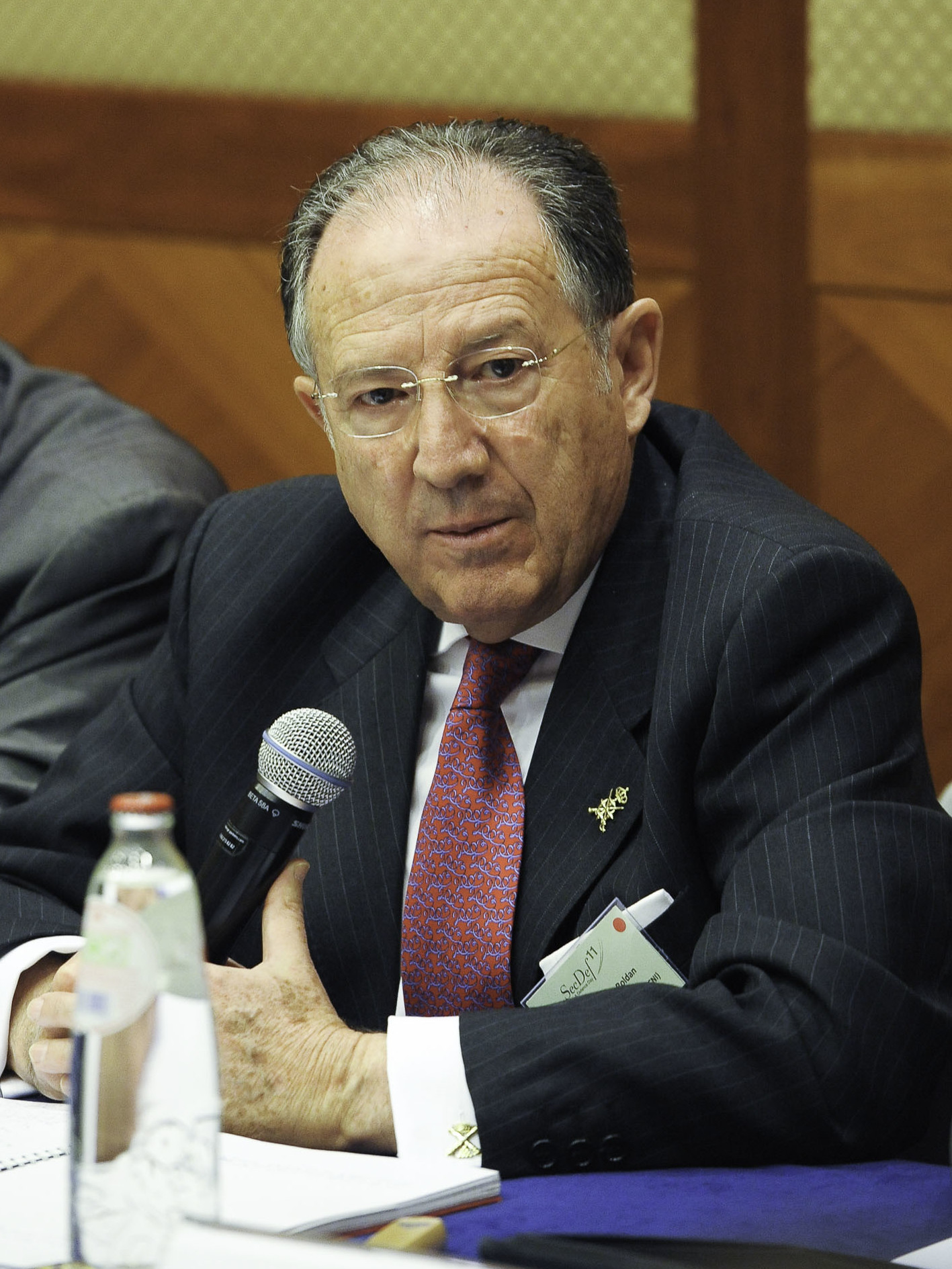
El general Félix Sanz Roldán en 2011

Durante las primeras semanas de su «largo destierro» se alojó en la capital, Abu Dabi, en concreto en el Emirates Palace, el hotel más caro jamás construido y uno de los más lujosos del mundo. Después se trasladó a la isla privada Zaya Nurai. Su anfitrión es el propio presidente del país, Mohamed bin Zayed, que le costea la estancia y corre con todos los gastos. Lo acompañan permanentemente, en turnos rotatorios, cuatro escoltas del cuerpo de la Guardia Civil española.
A primeros de marzo de 2021 trascendió la noticia de que sus hijas, las infantas Elena y Cristina, habían volado a los Emiratos y que habían aprovechado la visita para vacunarse contra la COVID-19; sorteaban de este modo las listas de espera de la vacunación en España, que, debido a la escasez generalizada de dosis, daban prioridad a los ancianos, debido a su mayor vulnerabilidad, así como al personal sanitario. Durante la Navidad anterior había hecho lo propio el director del Centro Nacional de Inteligencia (CNI), el general Félix Sanz Roldán, coincidiendo con la celebración del octogésimo tercer cumpleaños del rey.

#### Traslado de residencia fiscal
Un año después fijó en el país asiático su residencia permanente. Además, inició los trámites administrativos requeridos para establecer también en ese país su residencia fiscal, de modo que en lo sucesivo se vería eximido de presentar en España la declaración anual del Impuesto sobre la Renta de las Personas Físicas (IRPF).

#### Demanda judicial por acoso
En julio de 2021, el Financial Times reveló que el Tribunal Superior británico había admitido a trámite en diciembre una demanda de Corinna Larsen contra Juan Carlos y el CNI por vigilancia ilegal y acoso psicológico. La empresaria denunciaba que desde 2012 estaba siendo vigilada por agentes españoles desplazados a Londres y que había recibido amenazas directas del propio Sanz Roldán en nombre del monarca. El bufete contratado por la empresaria alemana, Kobre & Kim, venía manteniendo desde atrás negociaciones confidenciales con la Casa Real de Felipe VI. En una misiva enviada el 5 de marzo de 2019 a Jaime Alfonsín, el abogado asociado de la firma londinense Robin Rathmell pedía que cesara la «campaña de difamación e intimidación» que llevaba sufriendo su clienta desde siete años atrás por parte del rey emérito y del director del CNI. La campaña de desprestigio se apoyaba también la publicación interesada de centenares de artículos de prensa falsos en medios de comunicación españoles, artículos de los que se hacía eco la prensa internacional. En la misma carta, Rathmell trasladaba a Felipe VI que había sido el propio Sanz Roldán el que en 2012 filtró deliberadamente a la prensa datos del viaje de Juan Carlos a Botsuana.

#### Visitas
Esporádicamente, Juan Carlos se desplaza a España durante unos días, pero no puede pernoctar en el palacio de Zarzuela. La presidencia del Gobierno no lo autoriza basándose en que, por un lado, el palacio es la sede de la Jefatura del Estado, no la residencia privada de la Familia Real, y, por otro, en que Juan Carlos no ha dado en ningún momento explicación alguna por sus actividades ilícitas «ni ha pedido disculpas a los españoles por su comportamiento». Durante sus estancias permanece en la localidad pontevedresa de Sangenjo, donde suele participar en las regatas. Sus anfitriones son, entre otros, Pedro Campos Calvo-Sotelo, presidente del Club Náutico, y el armador Josep Cusí. La primera tuvo lugar en mayo de 2022 e incluyó un encuentro en el Palacio de la Zarzuela con su hijo, el rey Felipe VI. Once meses después repitió visita, aunque esta vez optó por la discreción y renunció a la agenda pública; aun así, eligió como medio de transporte un avión privado Gulfstream G450, esta vez sin hacer escala al regreso. El alquiler de esta aeronave costaba cerca de 97 000 euros. La tercera, aún más reservada, tuvo lugar entre el 26 de julio y el 1 de agosto, casi coincidiendo con el tercer aniversario de su marcha. 
Fuera de España, el primer acto público en el que coincidieron Juan Carlos I y Felipe VI fue la recepción, el 18 de septiembre de 2022, organizada en el palacio de Buckingham por Carlos III previa al funeral por la muerte de Isabel II. Un día después volvieron a encontrarse en el solemne funeral de Estado celebrado en la abadía de Westminster.
A su vez, Juan Carlos ejerce esporádicamente de anfitrión. Así, ha retomado su relación con Abderramán El Assir, que reside también en Abu Dabi. El Assir es un comerciante internacional de armas hispano-libanés que en la década de 1980 hizo negocios con Manuel Prado y Colón de Carvajal, administrador privado y socio del rey en aquellos años. Pende sobre él una orden de búsqueda y captura por fraude fiscal emitida por la Fiscalía española, otra por delito financiero en Francia y una tercera por evasión de impuestos en Suiza, además de estar involucrado en la trama de OpenLux.

#### Preparación de la herencia
El 9 de septiembre de 2024, el medio digital español El Confidencial reveló que Juan Carlos I había constituido un «instrumento societario» con el fin de centralizar su dispersa fortuna y asegurar la herencia a sus hijas tras su fallecimiento. Formalmente, la fundación tendría como objetivo promover el legado histórico de su reinado a través de la financiación de actividades educativas y culturales. Pero a la vez, amparadas por la legislación emiratí, este tipo de sociedades facilitan, por un lado, la canalización de los regalos y donaciones recibidos de sus amistades y, por otro, el traspaso de los bienes patrimoniales. Además gozan de una fiscalidad casi nula en ese país, mientras que la Hacienda española perdería definitivamente el rastro de toda su fortuna.
Unos días después, el diario ABC amplió la información. La sociedad, inscrita con el nombre de Fundación Sumer, fue fundada en junio de 2022 y tiene su sede social la zona franca financiera de la isla de Al Maryah, que cuenta con un régimen fiscal favorable. En patronato figuran, además de Juan Carlos, dos amigos de este y el abogado Carlos Portocarrero, abogado del bufete transnacional Clifford Chance. Ni en los estatutos ni en el patronato constan sus hijos ni otros miembros de la familia real, aunque ese circunstancia no impedirá por sí misma que «el día de mañana, si la fundación siguiera en pie y con patrimonio, tengan posibilidad de heredarlo».
Las reacciones en España fueron de reprobación institucional. Desde el propio Gobierno español, el ministro de Cultura, Ernest Urtasun, calificó el movimiento de Juan Carlos de «absolutamente inaceptable», un «insulto» a la ciudadanía. Por su parte, el Secretario primero de la Mesa del Congreso, Gerardo Pisarello, lo tildó de «desfachatez». Además defendió que tal maniobra justificaría la derogación inmediata del decreto que, tras su abdicación, permitió «a este señor» seguir ostentando el título y los honores de rey. El diputado aludía al real decreto 470/2014, que en artículo único estipulaba que Juan Carlos podría seguir ostentando, con carácter honorífico y de manera vitalicia, el título de Rey, con tratamiento de Majestad y honores análogos.

## Valoración

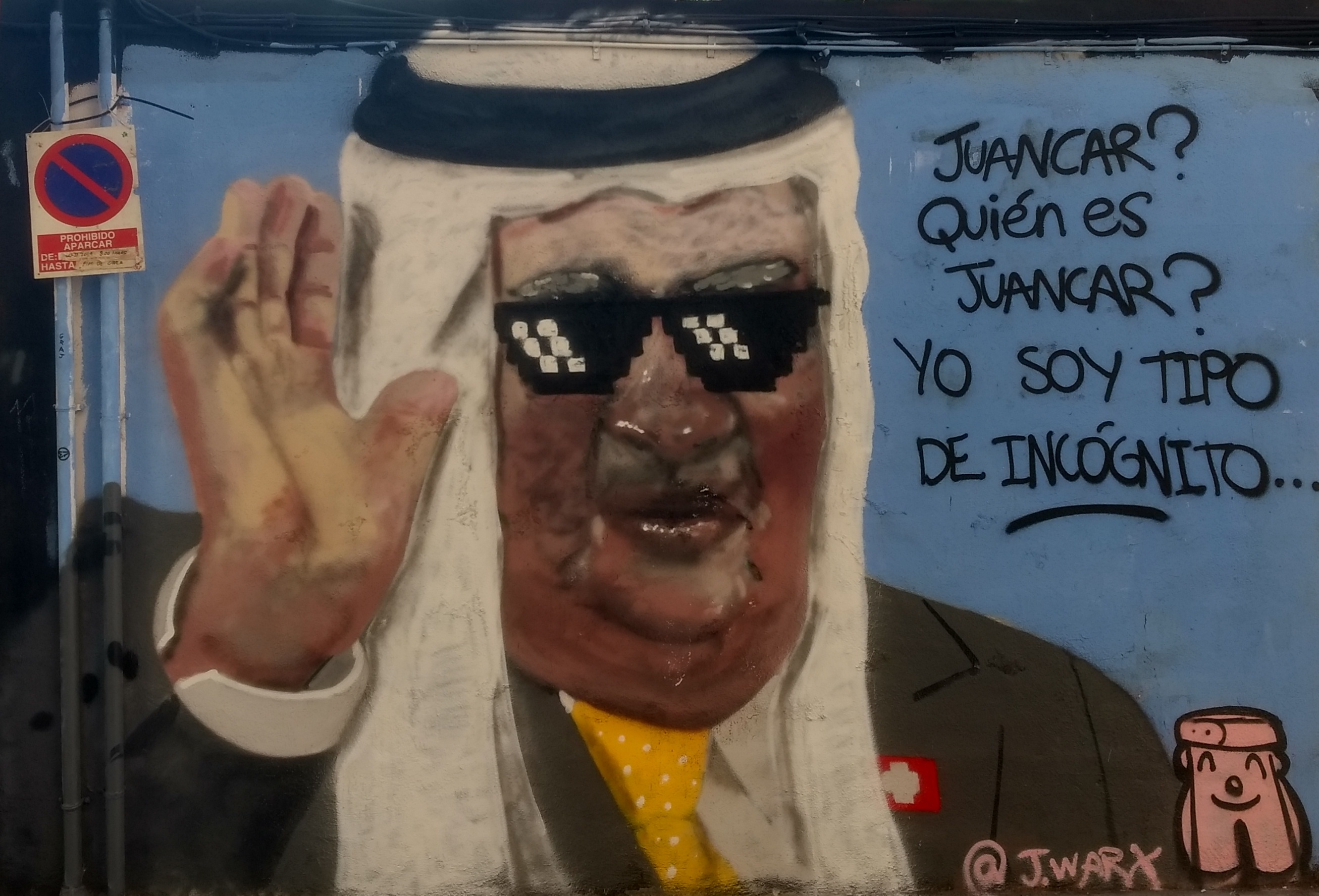
Mural satírico en Benimaclet, Valencia, sobre el cambio de residencia de Juan Carlos a Abu Dabi

Entre historiadores y cronistas de la época hay un consenso generalizado en que con la primera parte de su reinado Juan Carlos dejó un legado «histórico», para el pueblo español, que a su vez agradecía su carisma y su contribución a la modernización del país. Fue gracias a ese carisma como el monarca alcanzó su mayor nivel de popularidad en 1992, tras inaugurar solemnemente los Juegos Olímpicos de Barcelona y asistir a multitud de eventos deportivos. 
En palabras del periodista Álvaro de Cózar (XRey, cap. 8: «Los años raros»):

El monarca grita, sufre en las competiciones y todo el país le ve saltarse el protocolo para celebrar el éxito de los deportistas y abrazarles  [sic]: se consolida una marca, El Campechano, y un movimiento, el juancarlismo. Si el rey fue alguna vez el rey de un pueblo, probablemente fue en aquel verano de 1992.

Eso no duraría mucho tiempo. A ese afortunado periodo de su reinado le siguió otro más turbio, plagado de un sinfín de conductas irregulares; el periodista José Antonio Zarzalejos describe así este comportamiento:

En la senectud [Juan Carlos] perdió quizás las referencias de la realidad, se desnortó y, al hacerlo, continuó con ese reiterado destino del sus antepasados en los que, sobre la dignidad de su cargo, se impusieron las pulsiones de los hombres y mujeres vulgares: la avaricia, la promiscuidad y la prepotencia.

### Confianza ciudadana

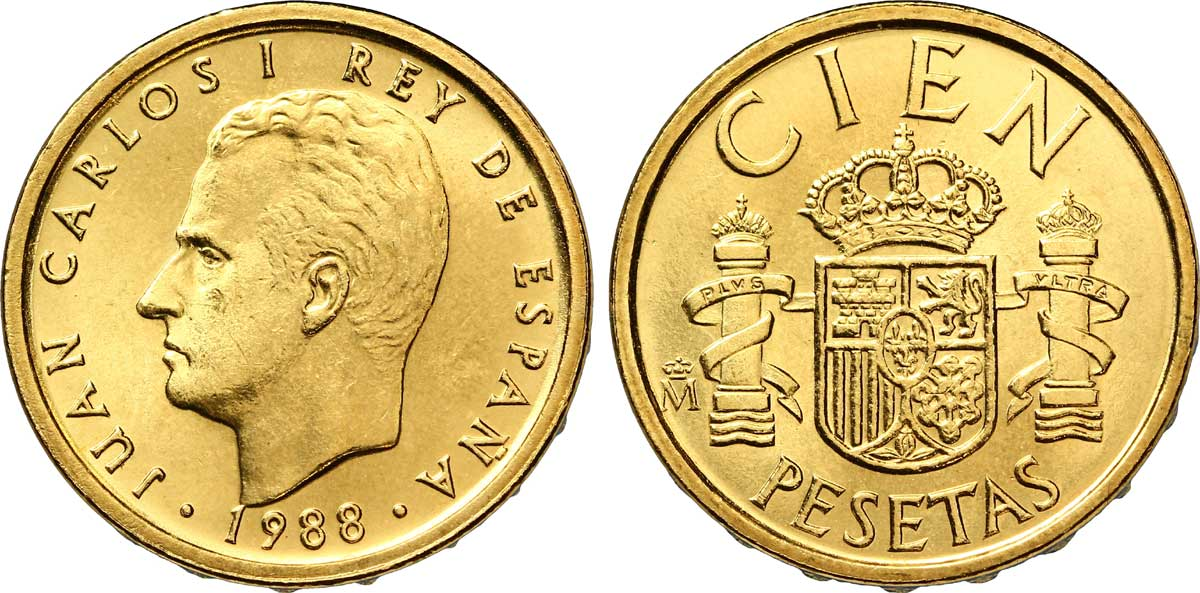
Moneda de cien pesetas del año 1988 con el retrato de Juan Carlos I

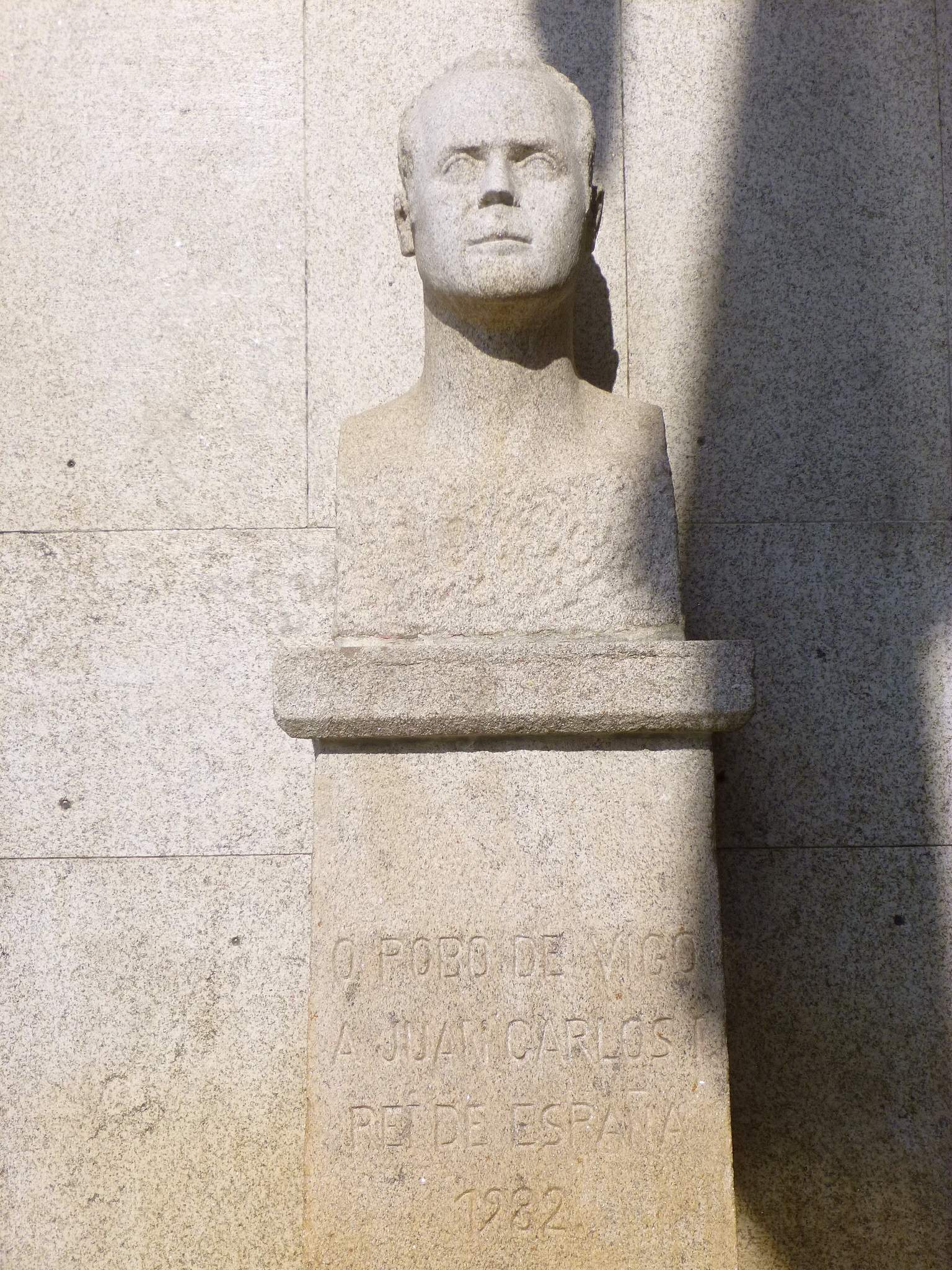
Busto de Juan Carlos I erigido en el ayuntamiento de Vigo

Según diversos sondeos de opinión, durante la mayor parte de su reinado el rey gozó de un nivel de popularidad muy elevado en España y en ciertas partes de Iberoamérica, donde llegó a ser considerado el líder más popular en 2008. Su figura, considerada una garantía de orden y estabilidad, siempre gozó de un elevado apoyo popular, incluso durante los primeros años de la crisis económica iniciada en 2008, mientras se producía un profundo desencanto ciudadano hacia el resto de instituciones del Estado.
Sin embargo, esta tendencia sufrió el primer cambio drástico en abril de 2012, tras saberse que había participado en una cacería llevada a cabo en Botsuana durante los peores momentos de la crisis económica. En aquel momento, el apoyo de la población, que se encontraba en el 74 %, cayó hasta el 52 %. A pesar de que el porcentaje de aprobación creció lentamente y se situó en diciembre del mismo año en el 58 %, en 2013 este porcentaje se desplomó. En abril de aquel año, por primera vez, y pese a seguir siendo la figura del sistema político español con mejor valoración —por encima de los ayuntamientos, el Parlamento, el Gobierno, los partidos políticos y los representantes políticos—, la mayoría de la población (53 %) desaprobaba la forma en que el rey desempeñaba sus funciones, frente al 42 % que sí la aprobaba. No obstante, dos meses después de este dato, la confianza ciudadana subió ocho puntos porcentuales hasta situarse en el 50 % de aprobación. A pesar de situarse lejos de los datos obtenidos en años anteriores, el apoyo ciudadano seguía siendo superior al obtenido por el resto de instituciones del sistema político español y también superior al obtenido por otros jefes de Estado en sus respectivos países (como en Estados Unidos, Francia o Italia).
En un sondeo de opinión realizado en junio de 2014, pocos días después de anunciarse su abdicación, el rey Juan Carlos obtuvo un 6,9 sobre 10 a la hora de calificar el respeto que inspiraba su figura entre la ciudadanía.
A pesar de la renuncia, la institución de la Corona no recuperó la popularidad perdida; de hecho, en el barómetro del Centro de Investigaciones Sociológicas de abril de 2015 apenas obtenía un 4,34 sobre 10. Desde ese año, el organismo ya no pregunta a los españoles sobre la Jefatura del Estado.

### Críticas
Algunas ONG y movimientos sociales sostuvieron que, en sus visitas a Marruecos, el rey actuaba como intermediario del Gobierno español en la venta de armas a este país que habrían sido utilizadas para reprimir al pueblo saharaui. También se le ha criticado su conocida amistad con las familias reales de países de Oriente medio como Arabia Saudí, Kuwait o Emiratos Árabes Unidos, países con regímenes autoritarios, destacando el caso de Arabia Saudí, cuya monarquía absoluta controla todos los organismos del Estado y ha sido durante años acusada de corrupción masiva y de constituir un régimen feudal y no libre.

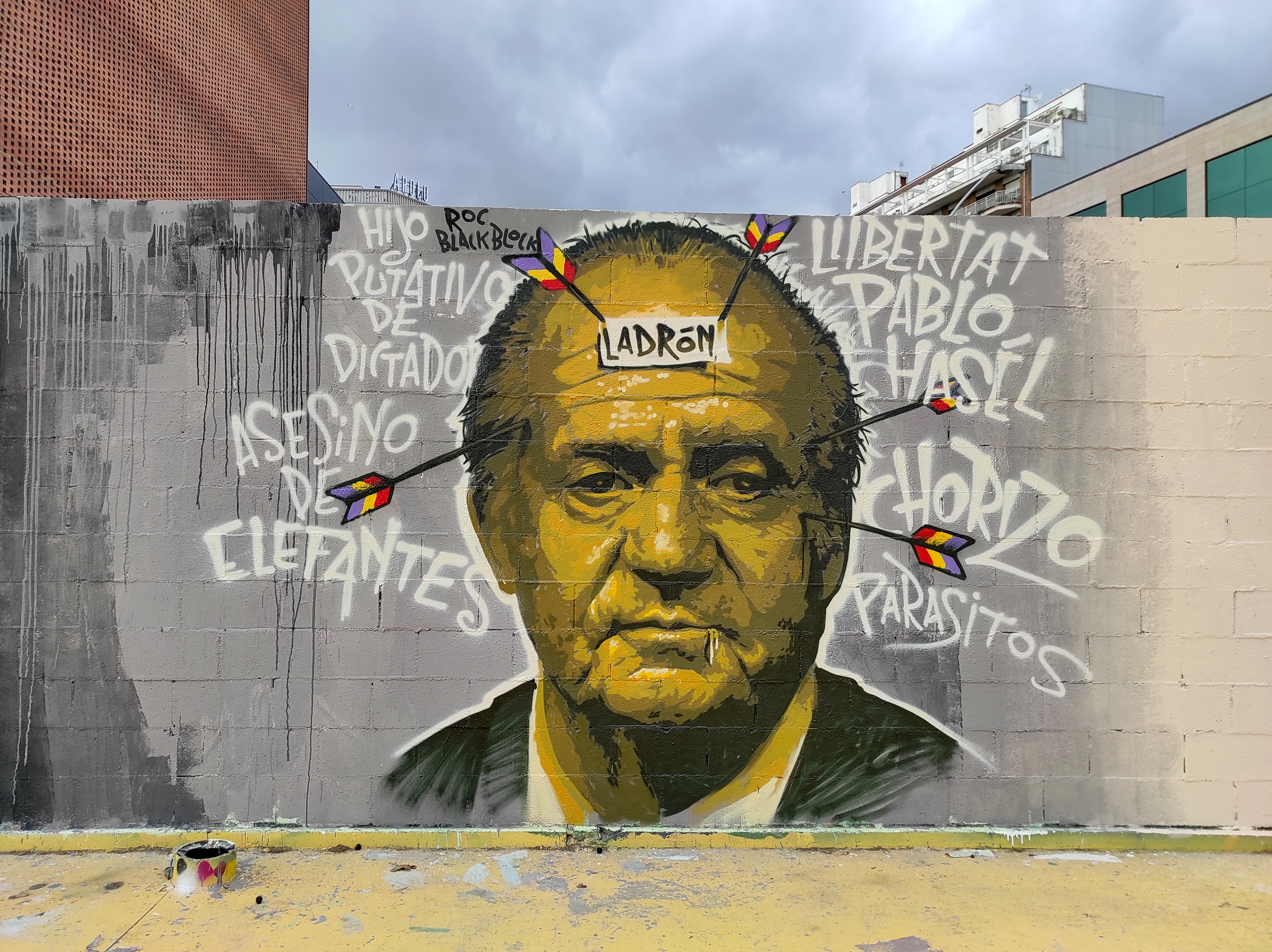
Mural con críticas a Juan Carlos I

Dentro de las críticas al rey a menudo también se han incluido a los medios de comunicación españoles, que según sus críticos dan una imagen deliberadamente positiva de su figura, que incluso algunos medios extranjeros han señalado como un auténtico culto a la personalidad.
Otras críticas se refirieron a la irresponsabilidad penal del monarca, consagrada en la Constitución Española, que lo hacían inimputable por cualquier delito que pudiera cometer. Además, diversos autores han señalado el tabú existente en los medios de comunicación españoles en torno a la figura del rey. También ha sido criticado en algunos sectores su papel en el 23-F, el fallido golpe de Estado que tuvo lugar en 1981, pues el rey habría sabido previamente de su existencia o incluso podría haber sido partícipe. Del mismo modo, algunos autores consideraron inadecuado el ¿Por qué no te callas? que el rey espetó al presidente venezolano Hugo Chávez en la XVII Cumbre Iberoamericana.
En el año 2007, The Times, uno de los periódicos más importantes del Reino Unido, criticó el «lujoso estilo de vida» del rey y la «idealización» que se ha hecho de su figura durante 30 años, al tiempo que lo calificaba de «playboy».
Según una investigación periodística del diario Público, que tuvo acceso a documentos clasificados, publicada en 2014, el rey Juan Carlos I habría intermediado entre la dictadura militar de Jorge Rafael Videla en Argentina y el gobierno de España presidido por Adolfo Suárez desde 1976. Según la investigación y los documentos confidenciales, España habría proporcionado ayuda económica a través de acuerdos comerciales y diplomáticos. A su vez, el rey también habría hecho de intermediario entre la dictadura argentina y grandes empresarios y banqueros españoles, entre los que se encontraría Emilio Botín padre, propietario del Banco Santander. La necesidad de Argentina por obtener divisas provendría de los grandes gastos que suponían en esos años sus programas de represión política (véase Vuelos de la muerte y Desaparecidos durante el Proceso de Reorganización Nacional). La investigación también señalaba el intercambio de regalos y condecoraciones entre altos cargos de ambas naciones —por ejemplo el rey en 1978 le concedió a Videla la gran cruz de la Orden del Mérito Militar y el collar de la Orden de Isabel la Católica, mientras que el entonces príncipe Felipe (Felipe VI) fue nombrado por la Armada Argentina Guardiamarina honoris causa en 1981—. España también habría dado cursos a 33 militares argentinos entre 1976 y 1983 (ya en democracia) partícipes de la represión en su país.

#### El accidente de Botsuana

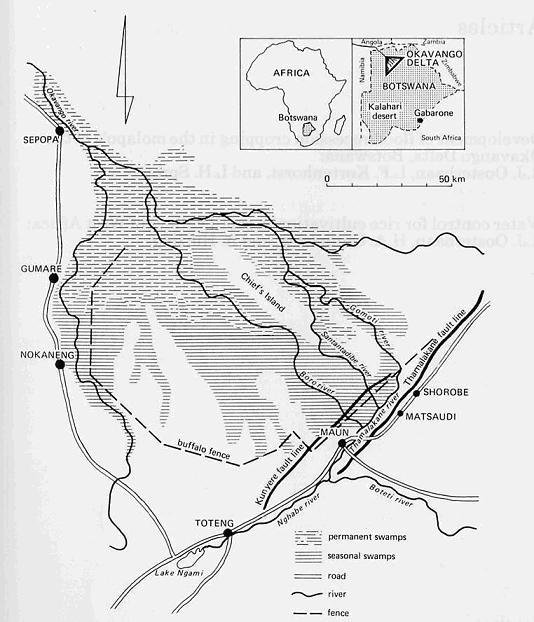
Mapa de delta del Okavango, al norte de Botsuana

En la madrugada del viernes 13 de abril de 2012, Juan Carlos sufrió una caída al tropezar en la oscuridad con un escalón, y este percance doméstico desencadenaría la mayor crisis de su reinado hasta entonces. La razón era que se había producido en un bungaló de lujo en Botsuana, adonde el rey se había desplazado con unos amigos para practicar la cacería de elefantes mientras que España se encontraba sumida en una grave crisis económica iniciada en 2008. 
Dada la gravedad de la caída y la avanzada edad del monarca (74 años), se decidió repatriarle a España. Fue ingresado en el hospital USP San José, de Madrid, donde hubo de ser sometido a dos operaciones quirúrgicas para sustituir una prótesis de cadera y reparar una triple fractura de fémur. Al salir de la habitación tras recibir el alta hospitalaria, se dirigió a una cámara de televisión que le aguardaba y pidió disculpas con estas palabras: «Lo siento mucho; me he equivocado y no volverá a ocurrir». Esta frase se convertiría con el tiempo en una de las más célebres de su reinado.

##### Detalles de la expedición
En un principio, ni la Casa del Rey ni el Gobierno informaron del viaje, y nunca se dio versión oficial fidedigna alguna de lo que había sucedido a lo largo de esos cinco días de estancia en el país africano. La información disponible proviene de investigaciones periodísticas. Así se supo que la comitiva había partido de Montecarlo en un jet privado que trece horas después aterrizó en Maun, al norte del país africano, donde tomó un helicóptero hasta el campamento Qorokwe, en el delta del Okavango. Juan Carlos iba acompañado de su amante, Corinna zu Sayn-Wittgenstein, de su amigo Philip Adkins (primer marido de Corinna) y de Mohamed Eyad Kayali, magnate sirio de la construcción, representante de la Casa Real de Arabia Saudí en España y hombre de confianza del príncipe Mohamed bin Salmán. Con Corinna viajó también su hijo Alexander, de diez años de edad, al que Juan Carlos había invitado como regalo por su décimo cumpleaños.
El día 11, el monarca abatió a un elefante de cincuenta años tras dispararle siete veces con su rifle Rigby Express del calibre 470. El día 12, el magnate sirio dio cuenta de un segundo ejemplar y, al día siguiente (mientras el resto de la expedición retornaba de urgencia a España), de un tercero, que en principio estaba destinado a Adkins.

##### Coste
Según informaciones del diario digital El Español, el coste por persona era de al menos 50 000 euros. Para ABC, cazar un elefante costaba en 2012 unos 37 000 euros. Por su parte, Ana Romero, en su libro Final de partida, sostiene que «entre elefantes, campamento, acompañamiento, helicópteros, el jet que los llevó desde Montecarlo a Maun y los extras de los escoltas y el médico, el safari de apenas seis días rondó los tres cuartos de millón de euros».
Todos los protagonistas aseguraron que fue Kayali quien corrió con todos los gastos excepto el avión, que fue pagado por Adkins. Pero esas declaraciones no mitigaron el malestar de ciertos medios: primero hacia el monarca, por aceptar regalos tan onerosos; y después hacia el Gobierno, por no informar del coste de haber desplazado a África a los escoltas y al médico intensivista que, como siempre, viajaron con él.

##### Consecuencias sobre su reputación
La fotografía del monarca y el director de Rann Safaris posando delante de un elefante muerto y con la trompa colocada contra un árbol fue recogida en portada por numerosos medios informativos y significó el comienzo del declive de su reinado ante la opinión pública española.
En aquellos días de abril, la situación política y económica en España era muy delicada. La ciudadanía estaba perdiendo poder adquisitivo debido a la subida de impuestos mientras asistía a la aplicación de una amnistía fiscal decretada por el Gobierno de Mariano Rajoy, el paro alcanzaba el 27 por ciento de la población activa y la economía española estaba a un paso de ser intervenida por la Unión Europea. Precisamente, el miércoles 11, el mismo día en que el monarca cobró su presa, la versión impresa del diario El País titulaba a cinco columnas: «Los mercados acentúan el ataque», y en subtítulos añadía: «El anuncio del Gobierno de nuevos recortes no consigue calmar a los mercados» y «El Ibex cae a su mínimo en tres años y la prima de riesgo se dispara a 433 puntos».
Había disgusto, decepción y hasta enfado hacia el monarca, sobre todo si se recordaban algunas de sus últimas declaraciones: en un discurso pronunciado apenas un mes antes del viaje había manifestado: «El 50 % de los jóvenes está en paro y eso es algo que a veces me quita el sueño»; y en su último mensaje de Navidad había declarado: «Sobre todo las personas con responsabilidades públicas tenemos el deber de observar un comportamiento adecuado, un comportamiento ejemplar».
En un editorial publicado el sábado 14, el diario El Mundo sentenciaba:

Habría que conocer las circunstancias concretas para matizar más nuestras opiniones, pero, a partir de lo que hemos podido saber, se trata de un viaje irresponsable, realizado en el momento más inoportuno. Y ello porque resulta muy poco ejemplar el espectáculo de un monarca cazando elefantes en África cuando la crisis económica en nuestro país provoca tantos problemas a los españoles, incluidas algunas situaciones familiares dramáticas. Ello transmite una imagen de indiferencia y frivolidad que el Jefe de Estado jamás puede dar.

La imagen de la monarquía se desplomó a mínimos históricos. En el barómetro del CIS de abril de 2013, los españoles calificaron su confianza en la institución con un 3,68 sobre 10, en contraste con el 7,48 que había cosechado en noviembre de 1995.

#### Viaje a la Polinesia
Según informaciones del diario El Confidencial del día 20 de julio de 2020, Juan Carlos I, para celebrar su 78 cumpleaños, disfrutó en enero de 2016 de un viaje a la Polinesia Francesa, desplazamiento cuyos gastos habían sido sufragados con dinero de dudosa procedencia. Dichos gastos, correspondientes a cinco billetes de avión de ida y vuelta para Juan Carlos y sus cuatro escoltas a la capital, Papeete, ascendieron a unos 32 900 euros.
En noviembre del año anterior, el entorno de Juan Carlos, a través del abogado Dante Canonica, se puso en contacto con la fundación Zagatka para que esta sociedad se hiciera cargo del desembolso. Credit Suisse, banco que gestionaba la cuenta asociada, pagó la cantidad estipulada a la sociedad offshore Fathomless Advisory Services Limited y, de esta, a otra llamada Cadenza Evening Limited. Esta última estaba administrada por Philip Adkins, primer marido de Corinna y amigo del rey, que fue quien un mes antes había comprado los billetes de avión.

### Sospechas de corrupción

#### El fondo SSIF
El fondo soberano de la Saudi Arabian General Investment Authority, inicialmente bautizado Fondo Hispano-Saudí de Infraestructuras (SSIF, por sus siglas en inglés), se gestó durante la visita oficial de Juan Carlos a Arabia Saudí en abril de 2006 y quedó sellada dos meses después, cuando el monarca saudí devolvió la visita a España. Ideado en principio como un consorcio de empresas hispano-saudí, fue presentado en el Palacio de El Pardo en junio de 2007, aunque para entonces ya se había fijado su sede social en la isla de Guernsey, un paraíso fiscal ubicado en el canal de la Mancha. La invitación a los inversores españoles se había tramitado directamente desde el Palacio de la Zarzuela. El proyecto consistía en crear un fondo de inversión de 1000 millones de dólares «para el desarrollo de inversiones en infraestructuras de energía (en particular de energías renovables), transporte y telecomunicaciones», y como intermediaria de operaciones figuraba, entre otros consultores, Corinna Larsen.
Tres años después, los inversores españoles se quejaron a los gestores del fondo sobre los reiterados retrasos en las aportaciones por parte de sus socios saudíes. El consorcio español llevaba desembolsados más de 15 millones de dólares cuando decidió suscribir un acuerdo de cancelación: a cambio de liquidar completamente los compromisos contraídos, los empresarios defraudados renunciaban a las cantidades ya desembolsadas y, además, abonarían el 0,85 % de las aportaciones totales comprometidas. El montante total de las pérdidas ascendió a 21 millones de dólares. En esa cantidad se incluía la minuta de la empresaria germano-danesa, que ascendió a cerca de cinco millones de dólares.

#### CasoCintas de Corinna
En julio de 2018 los medios digitales OkDiario y El Español hicieron públicas las grabaciones de un encuentro que había tenido lugar tres años antes en Londres entre Corinna zu Sayn-Wittgenstein, el comisario José Manuel Villarejo y el expresidente de Telefónica Juan Villalonga, amigo común de ambos. En esos audios, Corinna acusa a Juan Carlos I de cobrar comisiones, que ascenderían a 100 millones de euros, por la adjudicación de las obras de construcción de la línea de tren de alta velocidad La Meca-Medina, así como de ocultar en Suiza su supuesta fortuna sirviéndose de testaferros y de sociedades pantalla.
Durante la conversación, la empresaria germano-danesa afirma que el rey la había utilizado para comprar numerosas propiedades (en Marruecos y en otros países), incluso a espaldas de ella, y que no lo hacía por generosidad, sino porque Corinna tenía su domicilio fiscal en Montecarlo. Una vez terminada la relación sentimental, el rey le habría exigido traspasar los bienes a su primo Álvaro de Orleans y Borbón, residente también en Mónaco. En los audios parece traslucirse el temor de la empresaria de que si efectuaba el traspaso se vería implicada en un delito de lavado de dinero.

#### CasoPapeles de Ginebra
El 3 de marzo de 2020 el diario ginebrino Tribune de Genève (TdG) desveló que, a raíz de la difusión de las grabaciones del comisario Villarejo a Corinna Larsen en Londres en 2015 (caso de las cintas de Corinna), el fiscal jefe (premier procureur) del cantón de Ginebra, Yves Bertossa, estaba llevando a cabo una investigación penal secreta por un posible delito de blanqueo de capitales agravado: la causa judicial P14783/2018, también conocida por la prensa transalpina como «los papeles secretos de Ginebra». Se trataba de averiguar una supuesta donación de 100 millones de dólares del entonces rey de Arabia Saudí, Abdalá Bin Abdelaziz, que había sido ingresada el 8 de agosto de 2008 en una cuenta de una sucursal bancaria panameña del banco privado ginebrino Mirabaud. La cuenta había sido abierta el día anterior por el gestor de fondos helvético Arturo Fasana a nombre de una entidad instrumental llamada Fundación Lucum, radicada también en Panamá. El beneficiario era el entonces rey de España, Juan Carlos I.
El fiscal suizo sospechaba que había una relación entre el «obsequio» del monarca saudí y la adjudicación de las obras del «AVE» a La Meca. Una de las hipótesis que se barajaban era que el importe fuera un porcentaje que el rey saudí hubiera «reservado» al monarca y la comisionista Larsen a cambio de convencer al consorcio de que redujera sustancialmente su propuesta. Como este finalmente accedió a la rebaja, la pareja recibió su comisión por parte de los saudíes. En palabras del periodista de El País José María Irujo en el documental «El virus de la corona»,

supuestamente, las empresas españolas que consiguieron la obra hicieron una rebaja del 30 % en su plica final. Ese pool de 12 empresas españolas liderado por Renfe, Adif, OHL... consiguieron el contrato del siglo. Se habían presentado empresas de todo el mundo: chinas, francesas, alemanas...; llegan los franceses y los españoles a la final y, en la plica definitiva, gana el pool español.

Para María Peral, de El Español, se trataría de una sobrecomisión pagada por los adjudicatarios. Aunque la operación no se formalizó hasta octubre de 2011, la licitación, acordada en 6736 millones de euros, se produjo en 2006.
En julio de 2021, El Confidencial reveló que Bertossa había descubierto otra cuenta relacionada con Juan Carlos, esta vez gestionada a través de la sociedad panameña Lactuva SA. Este bufete, «especializado en montar redes opacas», habría recibido tres transferencias desde Zagatka, cuyo titular nominal era Álvaro de Orleáns, ordenadas directamente por el exjefe del Estado para supuestamente «ayudar económicamente a su familiar».
En contraste con las instituciones helvéticas de justicia, la Fiscalía Anticorrupción española apenas avanzó en sus pesquisas, que enseguida entraron en punto muerto; el MinisterIo Público aducía que nunca podrían contar con la colaboración de Arabia Saudí para acceder a los pliegos de la adjudicación del contrato del AVE. Y tampoco la Agencia Estatal de Administración Tributaria (AEAT). Según cálculos del Sindicato de Técnicos del Ministerio de Hacienda (Gestha), el beneficiario, en virtud de la legislación vigente en la Comunidad de Madrid y considerando su propia situación patrimonial, habría debido abonar cerca de 52 millones de euros (el 80 %) en concepto de impuestos.
Finalmente, al no poder establecer de manera fehaciente la relación entre la cantidad recibida de Arabia Saudí y los contratos del AVE, el fiscal Bertossa decidió, a mediados de 2021, cerrar las investigaciones. La banca Mirabaud fue sancionada con una multa de 50000 francos suizos por la negligencia formal de no justificar documentalmente la recepción de una suma tan elevada, pero todos los sospechosos resultaron exonerados de toda responsabilidad. Diversos fiscales españoles mostraron su extrañeza ante la decisión del «implacable» y «meticuloso» juez de abandonar la causa a pesar de considerar probadas en su auto tanto la recepción del dinero como la «voluntad de encubrimiento» por parte de los investigados, y sin siquiera haber citado a declarar al mayor beneficiario de todo el entramado financiero, el rey Juan Carlos.

##### Testaferros
Las investigaciones de Bertossa se encaminaron en primer lugar hacia los presuntos intermediarios utilizados para la gestión y disponibilidad del dinero. Además de la propia Corinna, en esas maniobras estaban implicados:
- Arturo Fasana: gestor de grandes fortunas a través de su bufete de consultoría financiera Rhône Gestion. Estuvo encausado en el caso Gürtel como encargado de sacar de España el dinero del empresario español Francisco Correa,[172] cabecilla de la trama Gürtel. También aparecía en los papeles de Panamá como asesor de Jordi Pujol.[173]
- Dante Canonica: abogado, con domicilio fiscal en Mónaco. Socio fundador de la firma Canonica Valticos de Preux, que asesora a clientes como Mohamed Al-Fayed, Alicia Koplowitz o los Albertos (Alberto Cortina y Alberto Alcocer), asumió el encargo de Juan Carlos de crear la estructura financiera opaca que se encargaría de recibir la donación. También tuvo que declarar ante la Audiencia Nacional española por el caso Gürtel.[174]
- Álvaro de Orleans y Borbón: primo lejano de Juan Carlos de Borbón y residente en Mónaco. En 2003, tras cobrar 50 millones de francos suizos por actuar de intermediario en la venta del Banco Zaragozano al Barclays Bank londinense,[175] constituyó la fundación Zagatka. Apareció en los papeles de Panamá como director de un entramado de sociedades opacas radicadas en paraísos fiscales para realizar operaciones inmobiliarias en la costa gaditana.

##### Sociedades pantalla

###### Fundación Lucum

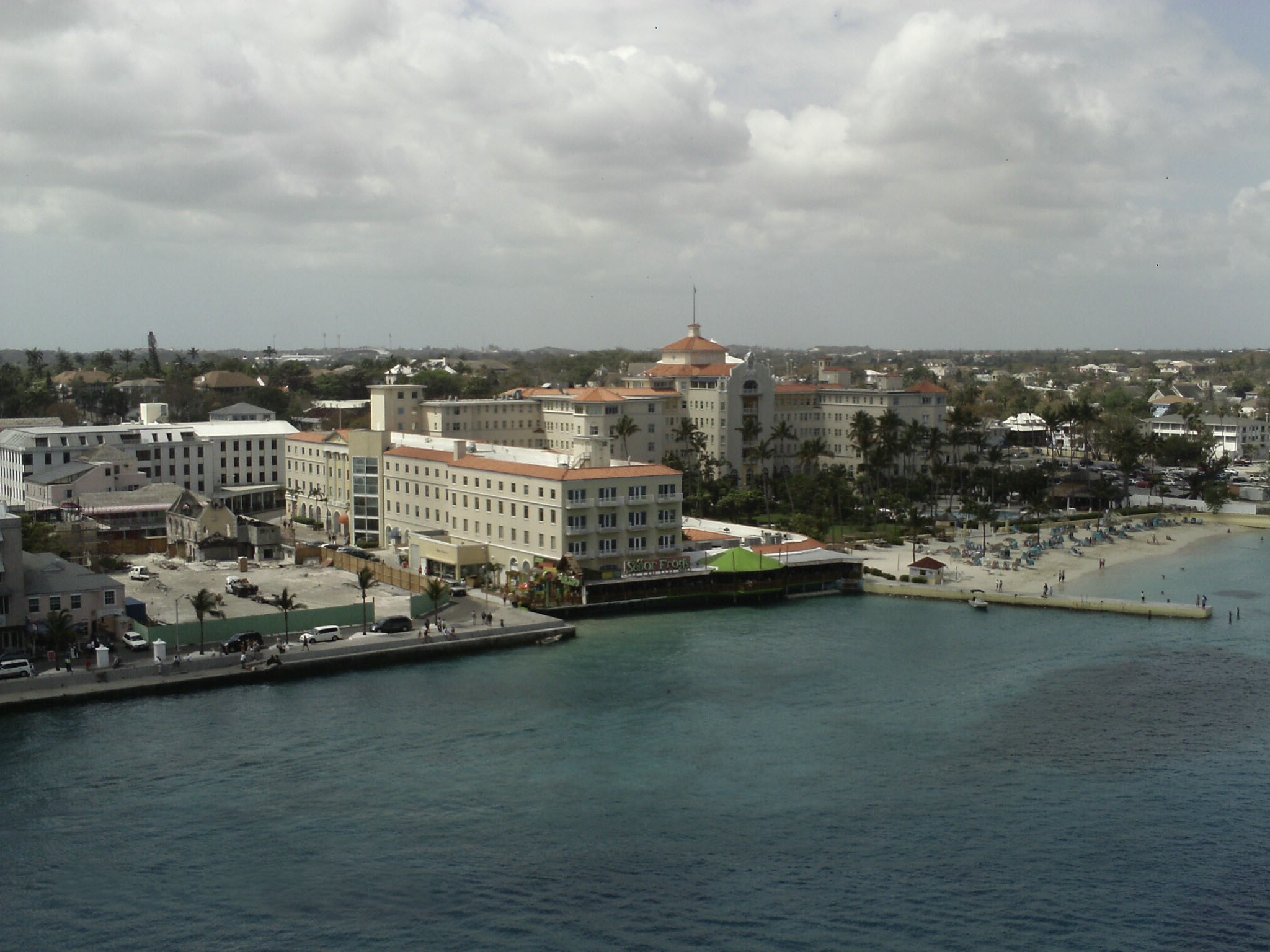
Nasáu (Bahamas)

Fue constituida el 31 de julio de 2008 por el gestor Arturo Fasana, que abrió una cuenta bancaria, con el número 505523, en una sucursal panameña de la banca Mirabaud vinculada a esta sociedad. Como presidente figuraba el propio Fasana, y como secretario y asesor jurídico, Dante Canonica. Sin embargo, según los estatutos internos firmados por estos y rubricados por Juan Carlos, los verdaderos beneficiarios económicos eran el propio rey y, en caso de fallecimiento de este, su hijo Felipe. Una semana después se registró el ingreso de la donación sospechosa. 
Cuatro años más tarde, los ejecutivos de Mirabaud, ante las posibles repercusiones negativas para la reputación de su entidad, sobre todo tras el accidente de Botsuana, pidieron a Fasana y Canonica que la fundación rescatara los fondos y se desvinculara del banco. El rey, que tampoco «se sentía cómodo» con la colaboración creciente de la banca suiza con las autoridades supervisoras de la Unión Europea, comenzó entonces a vaciar la cuenta. Entre sus movimientos «menores» quedó registrado el de un millón de euros otorgado a una amante ginebrina y dos millones a su examante y amiga Marta Gayá. Sin embargo, la mayor parte, 65 millones de euros, fue a parar a una cuenta de la Solare Investors Corporation (detrás de la cual estaba Larsen), en el banco Gonet y Cie, en Nasáu (Bahamas). Irujo, en el documental citado «El virus de la corona», afirma que a su vez 39 de esos millones fueron traspasados a un banco de Estados Unidos.
Finalmente, en septiembre de 2012 se canceló la cuenta y se disolvió la sociedad.

###### Fundación Zagatka

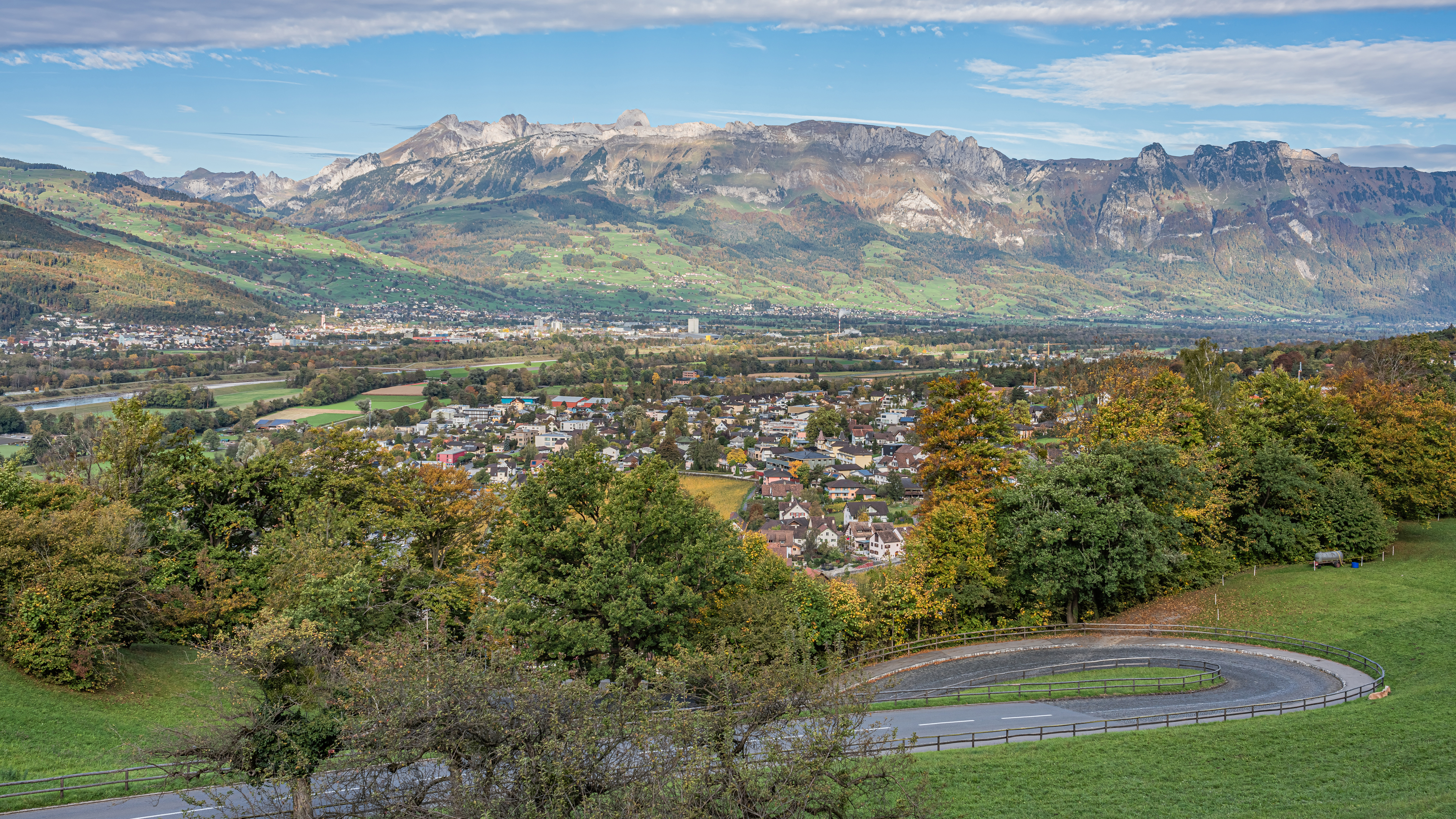
Vaduz (Liechtenstein)

Zagatka fue fundada en 2003 en la capital de Liechtenstein, Vaduz, por Álvaro de Orleans, primo del rey. El 28 de julio de 2009, Arturo Fasana, en representación de esta sociedad, abrió en una sucursal ginebrina de la banca Credit Suisse la cuenta bancaria numerada 0251-798208-9, con Álvaro de Orleans como beneficiario «efectivo» o «indirecto». Según The Telegraph, entre las condiciones de contratación se hizo constar una disponibilidad de hasta 150.000 euros cada dos meses «para necesidades personales y facturas». De esta manera, cualquier persona con una tarjeta de crédito vinculada a la cuenta podía sacar dinero en metálico de un cajero o endosar los gastos de su actividad social sin dejar rastro. 
Según las pesquisas del fiscal de Ginebra, Zagatka sirvió, además de para sufragar esos gastos personales, para cobrar presuntas comisiones ilegales, hacer inversiones en deuda, adquirir divisas, comprar acciones de grandes multinacionales y, especialmente, contratar jets privados y facturas de hoteles por todo el mundo para Juan Carlos; solo en vuelos, se abonaron entre 2016 y 2019 cinco millones de euros. El periodista Manuel Cerdán, estrechamente vinculado al comisario Villarejo, supo que Orleans daba en todas sus operaciones con Zagatka el domicilio del rey Juan Carlos: «Palacio de la Zarzuela, 28071-Madrid». Aunque el aristócrata siempre ha defendido que su objetivo era ayudar a familias reales europeas, el propio monarca, con su «regularización voluntaria» de febrero de 2021, acabó reconociendo que Zagatka había estado ocultando fondos no declarados.

#### Repercusiones políticas y judiciales
El caso puso en alerta a diversas instancias políticas y judiciales en España:
- 22 de julio de 2018: La Audiencia Nacional incorpora las revelaciones a la causa 96/2017 (caso Villarejo) en una pieza separada,[185] la pieza Carol.[186]
- 23 de julio de 2018: Los partidos Unidos Podemos, Esquerra Republicana de Cataluña, PDeCAT, Compromís y Bildu, que aglutinaban un total de 90 diputados, registran la petición de que se abriera una comisión de investigación en el Congreso de los Diputados.[187]
- 26 de julio de 2018: La formación catalanista En Comú plantea una pregunta para saber si el Gobierno socialista de Pedro Sánchez tiene previsto investigar al Ejecutivo anterior; dicha investigación tendría como objetivo determinar si el comisario acudió a la reunión de Londres por encargo del Gobierno de Mariano Rajoy «y esclarecer, por tanto, si este solicitó o autorizó dicha reunión».[188]
- 4 de septiembre de 2018: El Congreso de los Diputados, con los votos de Partido Popular, PSOE y Ciudadanos, rechaza la creación de la comisión de investigación invocando la inviolabilidad de Juan Carlos cuando supuestamente sucedieron los hechos.[189]
- 7 de septiembre de 2018: El juez Diego de Egea archiva la causa basándose en la «falta de credibilidad» del testimonio de la examiga del rey Juan Carlos, en la prescripción de los supuestos delitos fiscales y en la ausencia de indicios de criminalidad de algunas de las conductas.[190]
- 31 de marzo de 2020: PSOE, PP y Vox rechazan, por tercera vez en un mes, la petición para crear una comisión de investigación alegando que la Cámara Baja no puede controlar al rey en virtud de su inviolabilidad.[191]
- 8 de junio de 2020: La Fiscalía del Tribunal Supremo abre diligencias preprocesales por dos posibles delitos, fraude fiscal y blanqueo de capitales, cometidos por Juan Carlos tras la adjudicación de la fase II de las obras del «AVE del Desierto».[192]
- 16 de junio de 2020: Ciudadanos se suma a un nuevo rechazo, que esta vez dice fundamentarse en el «criterio de los letrados de la Cámara Baja» a seguir indagando en las actividades del rey Juan Carlos.[193]
- 3 de julio de 2020: La institución cultural catalana Òmnium Cultural presenta ante el Tribunal Supremo una querella criminal contra Juan Carlos I para que se investigue el origen de su fortuna en el extranjero. Paralelamente, solicita al Consejo Federal suizo el bloqueo de sus cuentas.[194]
- 27 de julio de 2020. El Juzgado Central de Instrucción de la Audiencia Nacional acuerda reabrir la pieza Carol, que había sido archivada provisionalmente por el juez De Egea el 7 de septiembre de 2018, ante la aparición de nuevos indicios de cohecho. El titular del juzgado cita a declarar como imputados a Juan Villalonga, José Manuel Villarejo, su socio Rafael Redondo y Corinna Larsen.[195]
- 28 de octubre de 2020. El juez instructor, Manuel García-Castellón, tras apoyarse en el informe favorable de la Fiscalía Anticorrupción, decreta el sobreseimiento provisional de la pieza Carol «por falta de indicios».[196]
- 11 de diciembre de 2020. Unidas Podemos y otros seis partidos registran en el Congreso de los Diputados una petición para crear una comisión de investigación sobre el uso por parte de Juan Carlos de tarjetas de crédito opacas. La formación argumentó que, dado que ese presunto uso irregular se habría producido después de su abdicación, la Mesa ya no tenía «excusa posible» para negarse. Un mes más tarde, los servicios jurídicos de la Cámara Baja emitieron un informe favorable a la petición, pero los votos en contra del PSOE, junto a los del PP y de Vox, volvieron a impedir que fuera admitida a trámite.[197]
- 5 de marzo de 2021. Unidas Podemos y diversas formaciones nacionalistas registran en el Congreso la petición de una comisión de investigación sobre posibles delitos fiscales cometidos por Juan Carlos en relación con la contratación y el abono a cargo de la Fundación Zagatka de vuelos privados posteriores a su abdicación. La petición se basaba en que los pagos a la Agencia Tributaria ordenadas por el rey Juan Carlos desde Abu Dabi podrían implicar la confesión de delitos contra la Hacienda Pública.[198]
- 13 de julio de 2021. Nueve partidos parlamentarios, ERC, JxCat, la CUP, el PDeCat, EH-Bildu, BNG, Más País, Compromís y Nueva Canarias, solicitan investigar si Juan Carlos aceptó comisiones ilegales por la «venta opaca» de armas a países «no democráticos». La petición se formalizó a raíz de las informaciones difundidas por el Público dos días antes. El diario digital había denunciado que su asesor financiero personal, Manuel Prado, compartía al 50 % con el monarca los beneficios obtenidos a través del consorcio Alkantara Iberian Exports (AIE), una sociedad pantalla hispanosaudí fundada en 1977 para canalizar los fondos derivados de la venta de armamento y material militar. La rama saudí de AIE, que en 1984 era la mayor exportadora de armas de España, estaba presidida por el entonces príncipe Fahd bin Abdulaziz y tenía como director ejecutivo a Adnán Jashogyi, al que sucedió Abderramán el Assir.[106][199][200]

#### TarjetasRoyal Black
El 3 de noviembre de 2020, el diario digital elDiario.es desveló que la Fiscalía Anticorrupción española estaba rastreando los movimientos financieros de varias tarjetas de crédito no nominales (black) que habían estado usando varios miembros de la familia real, entre ellos el rey Juan Carlos. Los movimientos sospechosos correspondían a los años 2016-2018, por lo que, en caso de ser punibles, no estarían amparados por la inviolabilidad constitucional que había protegido al monarca hasta 2014. Dado que el volumen que había circulado por este canal opaco superaba en al menos tres ejercicios los 250 000 euros anuales, el presunto fraude por transferencias no declaradas a la Hacienda pública pasaría a considerarse delito fiscal, castigado en España con hasta cinco años de prisión.
Además de Juan Carlos, usaron esas tarjetas la reina Sofía, las infantas Elena y Cristina y los hijos de Elena. Entre los gastos cargados aparecían viajes, comidas y alojamientos en hoteles de lujo. Sofía pagaba así sus viajes a Londres, su residencia habitual. Por su parte, las hermanas y los sobrinos de Felipe VI habrían cargado numerosos recibos por trayectos en taxi, compras en centros comerciales y clases de piano. Asimismo, la infanta Elena compró con cargo a esos fondos una yegua de competición para su hija, Victoria Federica. Sobre la operación de compra del animal, bautizado con el nombre de Dibelunga, y los elevados gastos que acarreaba su cuidado, se abrió una investigación por posible delito de blanqueo de capitales.
Las primeras diligencias se habían iniciado en secreto a principios de 2019 por la Fiscalía Anticorrupción dentro del expediente 12/2019, antes de pasar a la fiscalía del Tribunal Supremo. Como resultado de las pesquisas se supo que los fondos provenían del empresario mexicano-británico Allen de Jesús Sanginés-Krause y que, para ocultar a la AEAT el rastro del destino real del dinero, las transferencias no se efectuaban directamente, sino a través de un colaborador de la Casa del Rey, el coronel del Ejército del Aire y ex ayudante de campo del monarca Nicolás Murga Mendoza.

##### Origen de los fondos
Las donaciones procedían del empresario mexicano-británico Allen de Jesús Sanginés-Krause, exdirectivo de Goldman Sachs e inversor inmobiliario. Las relaciones personales y de negocios entre ambos se remontan a 2006. Sanginés trabajó activamente en la creación del fondo SSIF, y también en el intento del conglomerado petrolero ruso LUKoil de entrar como socio mayoritario en el accionariado de la española Repsol en el año 2008. Sanginés trató de convencer a los accionistas rusos para aportar los 9000 millones de euros necesarios para materializar la adquisición, mientras que Juan Carlos se encargó de presionar al presidente del Ejecutivo, José Luis Rodríguez Zapatero, para que diera luz verde a la operación. Finalmente, el Gobierno, a través de los ministros de Industria, Miguel Sebastián, y de Economía y Hacienda, Pedro Solbes (avalados además por informes negativos del CNI), acabó rechazando el proyecto, que, según fuentes gubernamentales, amenazaba con «comprometer la españolidad de Repsol» y «poner en manos del Gobierno ruso el interruptor de la calefacción de las casas españolas».
Así valoraba el periodista Diego Rodríguez Veiga en El Español las maniobras del entonces rey de España:

Resulta paradójico que Juan Carlos I, monarca de los españoles, interviniera en un movimiento que, después, se consideró que beneficiaría a Rusia en vez de a España. Lo mismo acabó pasando con el fondo saudí, que benefició a los árabes e hizo que las empresas españolas perdieran dinero. Ese tipo de acciones, con el paso del tiempo y con perspectiva, hoy en día se han convertido en causas judiciales que se amontonan en la mesa del emérito porque, como está quedando demostrado, el Jefe de Estado acababa sacando tajada personal en sus gestiones para, supuestamente, representar los intereses de España.

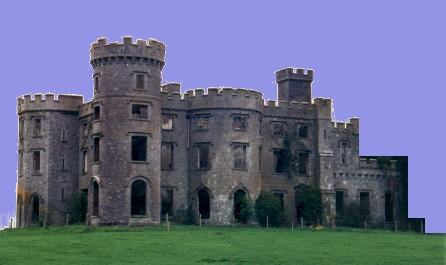
Castillo de Killua antes de su restauración

Tanto por razones de amistad como por negocios, Juan Carlos celebró con Sanginés-Krause diversas reuniones fuera de agenda en el Palacio de la Zarzuela y en la casa de campo de La Angorilla, que había sido rehabilitada para servir de residencia a Corinna Larsen. Por su parte, el financiero mexicano, con ocasión de su 58 cumpleaños, invitó en 2017 a su castillo de Killua (Irlanda) a Juan Carlos, que acudió en compañía de su examante y amiga Marta Gayá. Tres años después, la Fiscalía española, en el marco de las investigaciones que había emprendido sobre gastos personales del rey Juan Carlos sufragados de forma irregular por Sanginés, se interesó por los detalles económicos de ese viaje.

##### Intento de regularización
El 9 de diciembre de 2020, el bufete Sánchez-Junco Abogados, en representación del rey Juan Carlos, presentó una declaración tributaria «sin requerimiento previo» de la que resultó una deuda de 678 393,72 euros. Dos meses después, giró una segunda transacción de 4 395 901,96 euros para regularizar su situación con la Hacienda española, esta vez por el pago de viajes en avión y otros servicios facilitados por la sociedad fantasma Zagatka y no declarados en su momento. La estrategia del abogado Javier Sánchez-Junco Mans, antiguo fiscal anticorrupción, era eludir la imputación sobre su cliente de sendos delitos de blanqueo de capitales aunque ello supusiera a la vez el reconocimiento implícito del delito.

#### Trusten Jersey
Además de la investigación sobre las comisiones por la construcción del AVE a La Meca y de las diligencias abiertas por el origen real de los fondos de las tarjetas Royal Black, en noviembre de 2020 la Sala Segunda del Tribunal Supremo abrió una tercera línea de investigación sobre fondos irregulares del rey. El Servicio Ejecutivo de la Comisión de Prevención del Blanqueo de Capitales e Infracciones Monetarias (Sepblac) había descubierto una nueva fortuna oculta en la isla de Jersey, considerada paraíso fiscal. Se trataba de un fideicomiso por valor de unos diez millones de euros que había sido registrado por el administrador privado y amigo del rey Manuel Prado y Colón de Carvajal.
El 2 de marzo de 2002, la Fiscalía Anticorrupción del Tribunal Supremo decidió exonerar a Juan Carlos de cualquier responsabilidad penal. El fiscal jefe, Alejandro Luzón, determinó que, las «numerosas irregularidades» estarían, en cualquier caso, prescritas. 

### Fortuna personal
En septiembre de 2012, el diario neoyorkino The New York Times publicó un artículo titulado «Chastened King Seeks Redemption, for Spain and His Monarchy» (‘Un escarmentado rey busca redención para España y su Monarquía’). En el texto, difundido cinco días después de que el monarca visitara al periódico para explicar la situación española y mejorar la imagen del país, se indicaba, entre otros datos, que «la fortuna de la Familia Real española ha sido estimada en hasta 2300 millones de dólares [casi 1800 millones de euros]». Fuentes del diario neoyorquino indicaron posteriormente que el cálculo no había sido producto de una investigación propia, sino que se basaba en un promedio de cifras ya publicadas.
Las únicas publicaciones que hasta esa fecha habían aventurado una cifra que tasara la fortuna del rey de España habían sido las revistas Eurobusiness (2000 y 2002) y Forbes (2003). Fue esta última la que justificó la inclusión del monarca español en sus listas de 2003 basándose en el dato que un año antes había publicado Eurobusiness, que hablaba de una fortuna personal del monarca valorada en 545 millones de euros y que controlaba bienes familiares por valor de otros 1136 millones:

La familia del Rey Juan Carlos heredó un número importante de propiedades en España y en otros lugares de Europa, incluyendo una en la isla de Mallorca [...]. También recuperó obras de arte. Pero la fuente más importante de la fortuna de la Familia Real española procede de una fundación organizada, a finales de los 40, para la restauración de la monarquía por el General Franco. El Rey tiene una fortuna personal valorada en 545 millones de euros y controla bienes familiares por valor de otros 1.136 millones de euros.

En aquella ocasión el Gobierno y la Casa del Rey sí tuvieron conocimiento de la información y reaccionaron desmintiéndola. El embajador español en Reino Unido, país en el que se editaba la revista, envió una carta al director de la misma en la que le transmitía «el estupor de la Casa de Su Majestad el Rey de España» y calificaba de «disparatada» la estimación de Eurobusiness, a lo que añadía la posible explicación al «erróneo» cálculo de la revista:

La disparatada cifra de 1.700 millones de euros sólo se puede explicar por haber entendido ustedes, erróneamente, que los bienes públicos propiedad del Patrimonio Nacional, del Estado español, son propiedad privada de Su Majestad el Rey, lo cual es evidentemente inexacto [...] Su Majestad efectúa anualmente, como el resto de los españoles obligados a ello, las correspondientes declaraciones de renta y patrimonio.

Sobre la cuestión de si los bienes inmuebles de Patrimonio Nacional fueron incluidos en la estimación de la fortuna, el artículo de The New York Times sentencia: «una suma [los 2.300 millones de dólares] que sus defensores afirman que fue inflada por la inclusión de propiedades del gobierno».
En línea con el dictamen del Gobierno, la prensa generalista española calificó el dato de «exorbitante» e «inverosímil», de «cálculo incorrecto», de «cifra equivocada» e «inflada» o de «chocante». Sin embargo otras voces, como la del economista Roberto Centeno, que acusó al monarca y a su antiguo administrador, Manuel Prado y Colón de Carvajal, de cobrar, desde finales de la década 1970, mientras fue consejero delegado de la compañía petrolífera Campsa, un porcentaje por el petróleo importado por el Estado español desde países de Oriente Medio; según sus afirmaciones, la comisión era de 1 a 2 dólares por barril, lo que significaba unos dos millones de euros por buque. En 2015 se filtró una conversación, grabada por el Centro Nacional de Inteligencia, durante la cual el empresario Javier de la Rosa afirmaba que el asesor económico Arturo Fasana, implicado en varias tramas de corrupción y lavado de dinero, «guardó» en algún momento 300 millones a Juan Carlos I. Centeno sostiene que, tras hacerse él responsable, en el ejercicio de sus responsabilidades, de la contratación de un cargamento de petróleo kuwaití, el entonces ministro de Hacienda, Francisco Fernández Ordóñez, le hizo llegar una llamada de atención para que no volviera a formalizar contrato de suministro de petróleo alguno en Oriente Próximo porque —le advirtió— ese terreno estaba «reservado» para Manuel Prado y Colón de Carvajal. Según el economista, Fernández Ordóñez llegó a decirle: «Mira, ha estado aquí Manolo Prado, que se ha enterado de que estabas en Kuwait y me ha montado un pollo que no puedes imaginar; me ha dicho que Arabia Saudí y los Emiratos son exclusivamente suyos y nadie más que él puede negociar ni un barril, así que ni se te ocurra volver a hacer nada parecido». Y termina asegurando que Juan Carlos I, a través de su representante y administrador privado, Manuel de Prado, «tenía el monopolio de nuestros suministros extra durante la crisis del petróleo», y que «Hacienda pagaba por el petróleo lo que ponía en la factura, sin entrar en averiguación alguna y menos cometer la ordinariez de decir que se podía comprar más barato cuando el conseguidor era Prado».
En el verano de 2021, el diario digital Público reveló el resultado de una serie de investigaciones sobre el origen de dicha fortuna. Las sucesivas entregas, firmadas por el periodista y escritor Carlos Enrique Bayo, se titularon así: «I: El rey Juan Carlos I fraguó su fortuna con la venta de armas a países árabes junto a Colón de Carvajal y Khashoggi»; «II: Manuel Prado traspasó a Alberto Alcocer la gestión de la fortuna del rey y justo después Arturo Fasana creó la cuenta ‘Soleado’»; «III: Juan Carlos I se llevó 52 millones de comisión por la venta del Banco Zaragozano e impulsó las ‘fundaciones’ Zagatka y Lucum»; «IV: Juan Carlos I intercedió con el Constitucional para librar a 'Los Albertos' [Alberto Cortina y Alberto Alcocer] de prisión el año que recibió 100 millones en una cuenta opaca»; y «V: Juan Carlos I utilizó Patrimonio Nacional para pagar lujos a sus amantes y los gastos de sus palacios, yates y viajes».

#### Donaciones y regalos

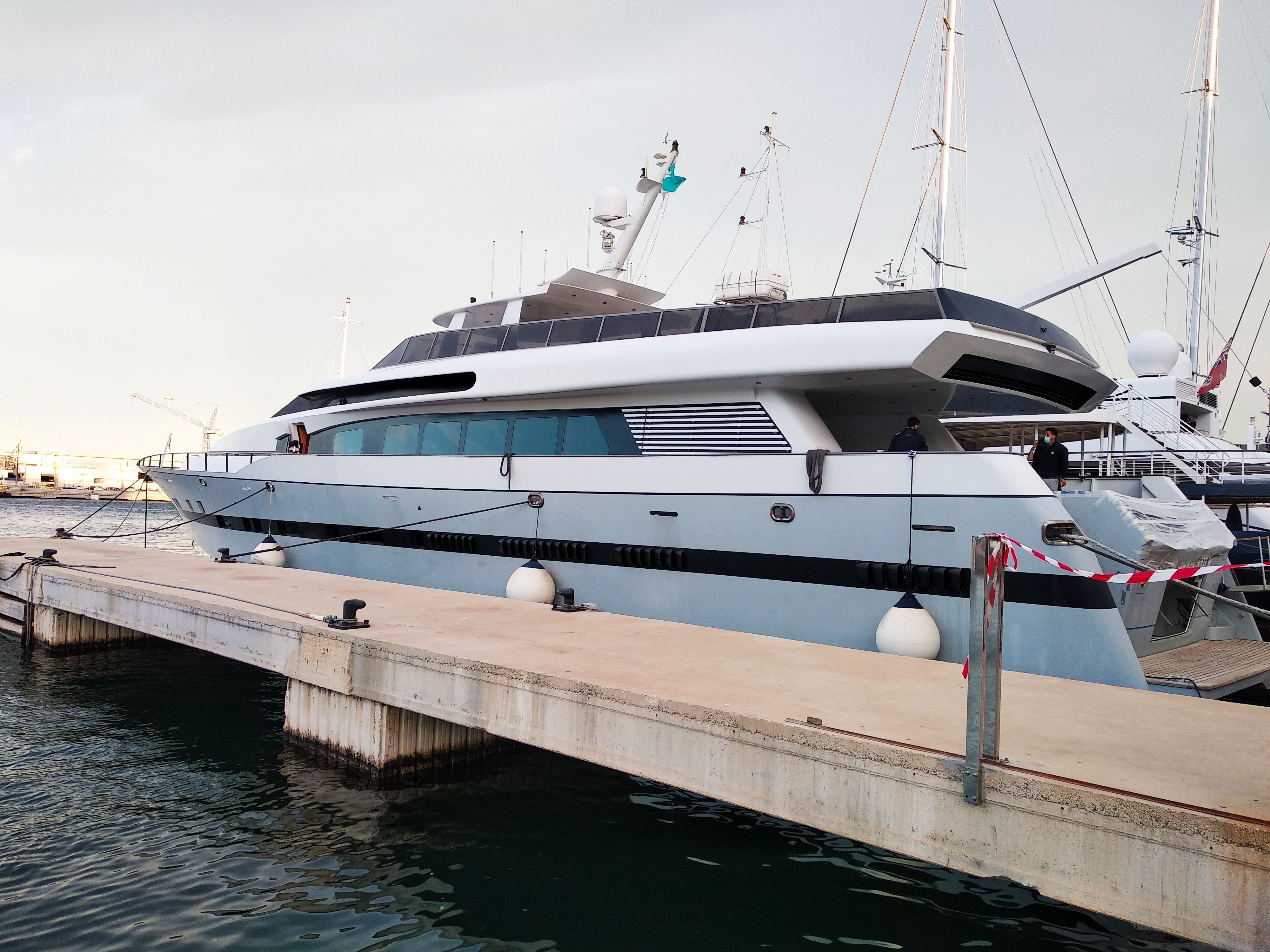
El yate Fortuna en 2021

A lo largo de su reinado, Juan Carlos I nunca tuvo que pagar impuestos por los millonarios obsequios y donaciones que recibía. En 1982, el Gobierno —presidido entonces por la Unión del Centro Democrático— impulsó la Ley Reguladora del Patrimonio Nacional, por la cual esta entidad asumía la titularidad jurídica y uso efectivo de los donaciones «hechas al Estado a través del Rey»; cinco años después, con el PSOE en el poder, se aprobó un reglamento que la desarrollaba. Este reglamento dictaba en su artículo 7 que los bienes y derechos del Patrimonio Nacional gozarian del mismo régimen de exenciones tributarias que los bienes de dominio público estatal.
A partir de entonces, el monarca podía recibir donaciones ilimitadas y disfrutarlas sin condicionantes ni plazos, mientras que las nóminas del personal, así como todos los gastos de mantenimiento y, en su caso, de las reformas corrían a cargo del Estado. Asimismo, le exoneraba de tributar por ellos según el Impuesto sobre Sucesiones y Donaciones, que sí obliga al resto de los españoles. Por este procedimiento se registraron, por ejemplo, la Residencia Real de La Mareta, en Lanzarote, los yates Fortuna o la colección de más de 70 vehículos de lujo donados a lo largo de su reinado por altas personalidades de la política y de la empresa. Sobre La Mareta, un regalo de Huséin I de Jordania, el exministro José Bono recogía en sus memorias una confidencia del propio Juan Carlos I: «[...] yo pregunté a Carlos Solchaga [ministro de Economía y Hacienda] qué debía hacer con ella; me respondió que tenía que pagar impuestos y entonces la regalé al Estado».
Al tratarse de bienes de dominio público, estarían sujetos a los principios básicos de inalienabilidad, imprescriptibilidad e inembargabilidad (art. 6). A pesar de ello, según informaciones de El Confidencial, el rey vendió en 2008 un automóvil Rolls-Royce, modelo Phantom Drophead Coupé; el comprador fue el empresario Juan Miguel Villar Mir y el precio 210 000 euros. La publicación manifestaba desconocer el procedimiento seguido para enajenar ese bien del Estado.
La Casa Real nunca informó sobre el monto total de las donaciones recibidas para disfrute personal del monarca, aunque una valoración aproximada de los regalos conocidos supera los 100 millones de euros.

## Vida privada y familiar

### Descendencia

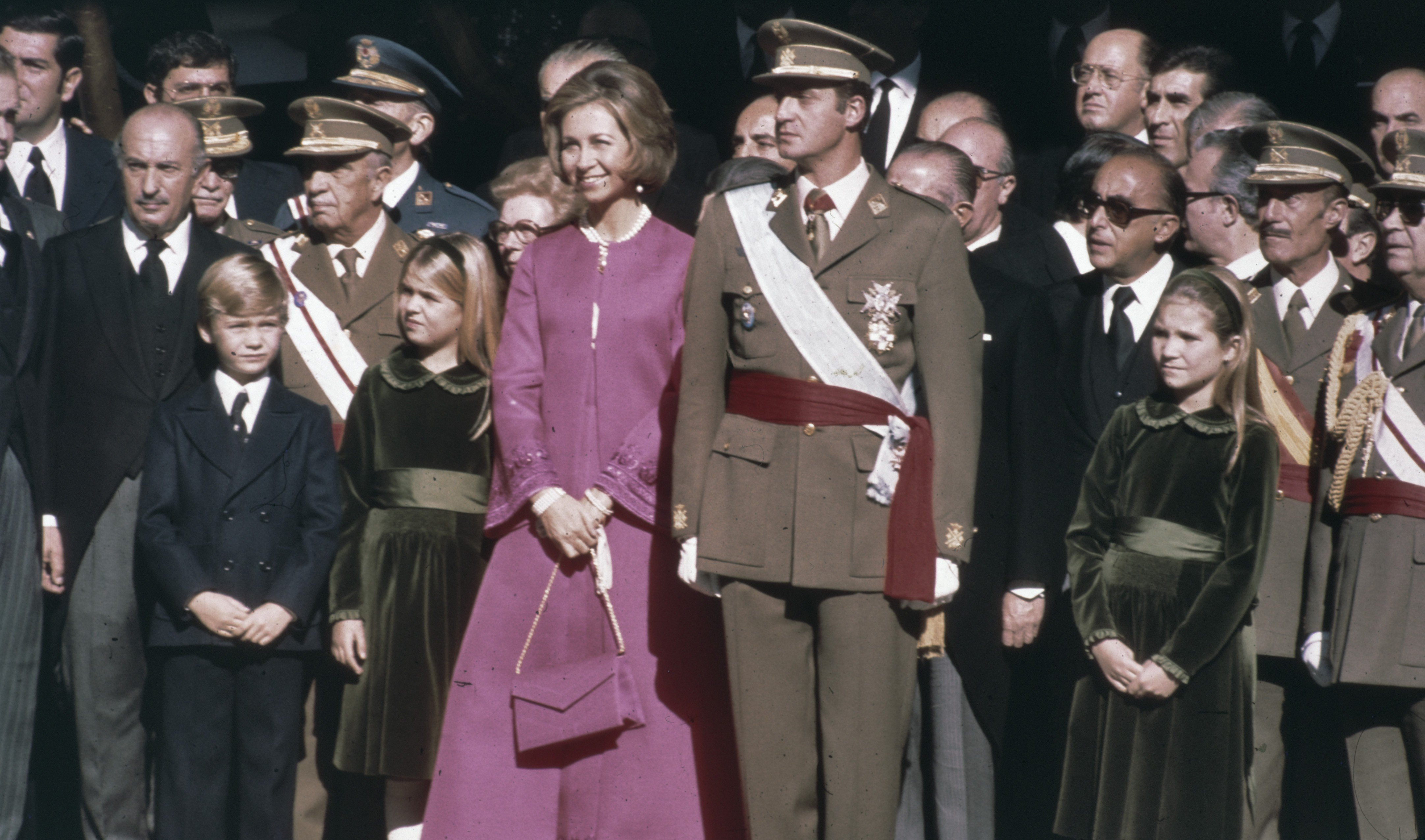
Juan Carlos y Sofía, fotografiados junto a sus tres hijos (Felipe, Cristina y Elena), en 1975

El 14 de mayo de 1962 se casó en Atenas con la princesa Sofía de Grecia y Dinamarca, con la que tuvo tres hijos:
- Elena de Borbón y Grecia (n. 20 de diciembre de 1963), infanta de España y duquesa de Lugo. Se casó en 1995 con Jaime de Marichalar, del que se divorciaría en 2010.

- Cristina de Borbón y Grecia (n. 13 de junio de 1965), infanta de España[nota 14]. Se casó en 1997 con Iñaki Urdangarin, del que se separaría en 2022.

- Felipe de Borbón y Grecia (n. 30 de enero de 1968), rey de España como Felipe VI. Se casó en 2004 con Letizia Ortiz Rocasolano.

### Aficiones
El rey Juan Carlos participó como regatista en los Juegos Olímpicos de Múnich 1972 compitiendo en la clase Dragon con su embarcación Fortuna. Sus dos tripulantes fueron Félix Gancedo y Gonzalo Fernández de Córdoba. Posteriormente formó parte del equipo Bribón. Tras varias décadas de alta competición, incluyendo un breve retiro entre 2011 y 2016, Juan Carlos I se proclamó campeón del mundo de vela en 2017, a los setenta y nueve años de edad, en la categoría de embarcaciones clásicas de 6 metros en el Mundial de Vancouver (Canadá).
Otra de sus grandes pasiones ha sido el esquí, que le ha costado algunos percances.
Además de la vela y el esquí, su tercera gran afición ha sido la caza, aunque esta ha suscitado frecuentes polémicas: así, además de la desatada a raíz de su viaje a Botsuana en 2012, el 8 de octubre de 2004 participó en una cacería de osos en Rumanía; en 2004 pagó 7000 euros por matar en Polonia uno de los últimos bisontes vivos de Europa; y en 2006, distintos medios de Rusia lo acusaron de haber matado a un oso drogado, lo que llevó a la apertura de una investigación por parte de las autoridades rusas. La Casa del Rey calificó de «ridículas» tales informaciones. A raíz de esas polémicas, el 21 de julio de 2012 la sección española del Fondo Mundial para la Naturaleza (WWF) decidió retirarle el cargo de presidente de honor, cargo que había ostentado el rey desde la fundación de la ONG.
Durante un tiempo fue radioaficionado.

### Relaciones extramatrimoniales
El excoronel del Ejército español, diplomado de Estado Mayor, historiador militar y escritor Amadeo Martínez Inglés atribuía en 2008 a la monarquía juancarlista dos debilidades principales: por un lado, «el rápido (por no decir meteórico), incomprensible, y presuntamente delictivo, enriquecimiento de la Casa Real española»; y, por otro, «la escandalosa vida sentimental de su titular, el rey Juan Carlos I, que se ha traducido a lo largo de los años en multitud de turbias relaciones extramatrimoniales». También el íntimo amigo del monarca Manuel (sic) Bouza, para justificar esta actitud de Juan Carlos, comentó que un rey «está mucho más expuesto que cualquiera de nosotros a asedios y propuestas» y, además, «lo tenía muy fácil: la corona impresiona con su brillo».
A lo largo de todo su reinado, Juan Carlos ha mantenido diversas relaciones sentimentales fuera del matrimonio. A continuación se citan las más conocidas.
Liliane Sartiau (institutriz). El romance se inició en París en la primavera de 1956. Tras casi diez años de encuentros esporádicos, cuando el entonces príncipe ya era padre de Elena y Cristina, Liliane quedó embarazada de una niña, Ingrid Jeanne, que en 2012 promovió una demanda en que pretendía que el monarca la reconociera como hija natural. Su petición llegó hasta el Tribunal Supremo, que finalmente la desestimó.
Anna María Bach Ramon, de la alta burguesía catalana, con quien habría mantenido relaciones a la edad de 18 años. De esta supuesta relación habría nacido en 1956 Albert Solà i Jiménez, este fue dado después en adopción y se hizo famoso por haber presentado numerosas demandas ante juzgados y tribunales reclamando mediante pruebas de ADN su reconocimiento como hijo del rey, algunas, según el propio interesado, realizadas en 2017 por el CNI con las que se probaría la paternidad hasta en un 99,9 %. Todas estas demandas fueron finalmente desestimadas por el Tribunal Supremo y el Tribunal Constitucional, por falta de una prueba de ADN, inconsistencia en el relato y ocultación de pruebas por el demandante, que presentó una prueba de ADN que demostraría con un 91 % de probabilidad que era hermano de la belga Ingrid Sartiau, quien también pretendía ser hija de Juan Carlos I. Pero el mismo genetista que realizó la prueba a ambos afirmó más tarde que no eran hermanos y que así se lo había comunicado a ella a finales de 2012, aunque la demandante no lo había querido hacer público.
Sandra Mozarowsky, una joven actriz famosa por haber protagonizado una veintena de películas del llamado «cine de destape», fue amiga de Juan Carlos I, de quien se quedó supuestamente embarazada con sólo 18 años. Falleció el 14 de septiembre de 1977 en Madrid, tras caer desde la terraza de su domicilio, embarazada de cinco meses.
Marta Gayá (decoradora). Divorciada, procedía de una acaudalada familia mallorquina de ascendencia catalana y filipina. La revista Tribuna fue el primer medio en hacerse eco, en 1990, de la «íntima amistad» que existía entre ellos. En 1992, ante las especulaciones acerca de que Juan Carlos mantenía una relación sentimental con la mallorquina Marta Gayá, tanto el jefe de la Casa del Rey, Sabino Fernández Campo, como el presidente del Gobierno, Felipe González, manifestaron su preocupación sobre que se pudiera haber orquestado una campaña contra el rey. Para algunos medios, este ha sido el gran y verdadero amor de Juan Carlos. Su entorno más cercano los consideraba una pareja estable, «una especie de segundo matrimonio».
María García García (Bárbara Rey) (vedette). Fue el entonces presidente del Gobierno, Adolfo Suárez, quien se la presentó en 1976 en un acto de campaña de su partido, Unión de Centro Democrático. Bárbara era entonces una «actriz de destape de belleza impactante, muy sexy, con las piernas largas, una voz sensual, una simpatía desgarrada, y un descaro lleno de picardía». Ambos se solían citar en un piso ubicado en una urbanización de Boadilla del Monte, siempre bajo el «control» y la «protección» de los servicios de la seguridad del Estado, el Cesid (después llamado CNI). En 1994, ambos deciden romper la relación y, entonces, ella decide chantajearle con vídeos de sus encuentros íntimos que había grabado con ayuda de «un familiar». José María Aznar, tras ser elegido presidente y enterarse de los pagos, se enfureció, si bien no acabó con la extorsión. Después, Bárbara Rey ofreció llegar a un acuerdo definitivo: cobrar de una sola vez un «generoso finiquito» y olvidarse para siempre del asunto. El Gobierno temía, más que el escándalo sexual, la revelación de secretos de Estado que el rey habría compartido con ella en la intimidad, como su papel en el 23-F. Una de las grabaciones registraba una llamada telefónica en la que el monarca le habría advertido: «¡Oye, el lunes, 23, procura no salir de casa!, porque puede pasar algo…». Ante el temor de que el escándalo forzara el fin de la legislatura y su recién estrenada mayoría absoluta, Aznar accedió a las pretensiones de la actriz. Según antiguos altos mandos del Cesid, los pagos se abonaban a través de una cuenta del Kredietbank de Luxemburgo y de otras cuentas opacas: «En Suiza habíamos abierto cuentas secretas a nombre de identidades falsas y de sociedades interpuestas. Tanto el dinero como las joyas y los regalos se pagaban en su mayoría desde la propia Presidencia del Gobierno con cargo a los fondos reservados». Informaciones posteriores desvelan que el Estado «solo» ponía la infraestructura (los servicios secretos) para canalizar el dinero, que provenía en realidad de «donantes externos», de empresarios amigos de Juan Carlos. Por su parte, para recaudar las sucesivas entregas, Bárbara enviaba a un periodista de la prensa rosa Santi Arriazu, que se quedaba con un 20 % como comisión. Estos pagos continuaron hasta que el Gobierno de José Luis Rodríguez Zapatero decidió cancelarlos tras las sospechas de que el intermediario se estaba quedando con parte del dinero. Además de dinero, Bárbara Rey también fue recompensada con dos contratos como presentadora en sendos programas de televisión: uno de variedades en Televisión Española, entre 1994 y 1996; y otro sobre cocina en la televisión pública valenciana, Canal 9, a pesar de que ella ni sabía cocinar ni hablaba el idioma valenciano.
En 1997, la actriz denunció ante la policía el robo en su casa de tres cintas magnetofónicas, cinco de vídeo y veinte diapositivas que contenían escenas y conversaciones presuntamente comprometedoras para «una persona importante». Declaró que el suceso ocurrió tras haber sido contactada por personas que querían «obtener información de tales documentos», así como involucrarla en un negocio de dudosa legalidad. Denunció también haber recibido amenazas de muerte contra ella y sus dos hijos.
Sol Bacharach (profesora de Derecho Mercantil y empresaria). Fallera mayor de Valencia en 1972, es una mujer de amplio currículum y dilatada vida profesional, visitaba en ocasiones el Palacio de la Zarzuela en representación de la asociación internacional United World College, que ella había fundado, pero nadie sospechaba de la relación hasta que se difundieron las grabaciones de Corinna en 2015. La relación duró tres años.
Corinna Larsen (empresaria). Juan Carlos I conoció a Corinna zu Sayn-Wittgenstein en una cacería en febrero de 2004, en la que ella acudía en calidad de directora gerente y relaciones públicas de la empresa organizadora. Cuando se estaba preparando la cena, el monarca le pidió: «Siéntate a mi lado, que esa es un putón verbenero que viene a cazarme». Juan Carlos se enamora de ella. Mes y medio después, Manuel Prado y Colón de Carvajal, administrador de Zarzuela, fue encarcelado por delitos económicos y Corinna pasó a asumir algunas de sus funciones. «En seguida [Juan Carlos] se puso a encargarle cosas y, en poco tiempo, se había convertido en su consultora, ayudante personal, relaciones públicas de altura, mediadora… Como Prado, Corinna zu Sayn-Wittgenstein disfrutaba de pasaporte diplomático». El rey se hacía acompañar por su amante en sus encuentros con la alta sociedad española e, incluso, formando parte de su séquito en los viajes de Estado. En el año 2004 ayudó a Iñaki Urdangarín en el Valencia Summit, auspiciado por el instituto Nóos, y organizó la luna de miel del príncipe Felipe con Letizia Ortiz por varios países del mundo. Asimismo, participó en operaciones comerciales para grandes empresas españolas, como la OHL de los grandes amigos del rey, Juan Miguel Villar Mir, y del príncipe Felipe, Javier López Madrid. Cobraba comisiones de en torno al 3 por 100. En 2010, a Juan Carlos se le detectó un nódulo en un pulmón y el monarca pensó que iba a morir de cáncer. Aunque el amor había decaído, la alemana continuó a su lado. El tumor resultó ser benigno. Luego la relación sentimental y de negocios repuntó. La reina Sofía ya residía en Londres cuando Corinna se instaló en La Angorrilla, una casa de campo dentro del complejo de La Zarzuela. La pareja también pasaba largas temporadas en un dúplex de lujo que había adquirido en Suiza. En 2012 sucedió el accidente de Botsuana. La pareja puso punto final a su relación en noviembre del año 2014.

### Problemas de salud
Juan Carlos I ha sufrido a lo largo de su vida diversos de problemas de salud y percances físicos que en numerosas ocasiones le han obligado a pasar por el quirófano:
- En 1954 hubo de ser operado de apendicitis.
- El 21 de junio de 1981 tuvo que ser operado de urgencia como consecuencia de un golpe contra una puerta de cristal cuando se disponía a bañarse en la piscina del Palacio de La Zarzuela, que le produjo un corte en el nervio radial.[269]
- El 3 de enero de 1983 sufrió una fisura en la pelvis mientras esquiaba en Gstaad (Suiza), por la que hubo de estar tres meses de baja.[270]
- El 19 de julio de 1985 tuvo que ser intervenido nuevamente para extirparle una fibrosis consecuencia de aquel accidente de esquí.[271]
- El 28 de diciembre de 1991 tuvo un nuevo accidente de esquí en Baqueira Beret al chocar con otro esquiador, tras el que hubo de ser operado de la rodilla, lo que le llevó a estar cuatro meses de baja.[272]
- El 8 de mayo de 2010 le fue extraído un tumor benigno de pulmón.
- El 14 de abril de 2012 tuvo que ser operado de urgencia de rotura de cadera durante una cacería de elefantes a la que había sido invitado en Botsuana.
- El 23 de noviembre de 2012 fue intervenido para implantarle una prótesis en la articulación de la cadera izquierda.[273]
- El 3 de marzo de 2013 fue operado de discopatías y de estenosis de canal lumbar.[274]
- El 24 de septiembre de 2013 fue operado de su cadera izquierda.[275]
- El 21 de noviembre de 2013 fue operado de nuevo de la cadera izquierda para sustituir la prótesis provisional implantada en la anterior intervención por una definitiva.[276]
- El 25 de agosto de 2019 hubo de someterse a una intervención quirúrgica a corazón abierto para practicarle tres bypass.[277]

Después de trasladarse a Abu Dabi, Juan Carlos sigue recibiendo regularmente visitas desde España de su médico personal, que supervisa su plan dietético y de ejercicios.

## Títulos, honores y nombramientos

Escudo de armas personal del rey Juan Carlos I

## En la ficción
A lo largo de los años, la figura de Juan Carlos I se ha convertido en personaje de películas, series y telefilmes en España, pudiendo mencionarse los siguientes:
- 20-N: Los últimos días de Franco (2008), interpretado por Fernando Cayo.
- 23-F: El día más difícil del rey (2009), interpretado por Lluís Homar.
- Adolfo Suárez, el presidente (2010), interpretado por Fernando Cayo.
- Alfonso, el príncipe maldito (2010), interpretado por Fernando Gil.
- Felipe y Letizia (2010), interpretado por Juanjo Puigcorbé.
- Tarancón, el quinto mandamiento (2010), interpretado por Álex Tormo.
- 23-F: la película (2011), interpretado por Fernando Cayo.
- Sofía (2011), interpretado por Jorge Suquet.
- Mario Conde. Los días de gloria (2013), interpretado por Ángel Hidalgo.
- El Rey (2013), interpretado por Fernando Gil.[280]
- De la ley a la ley (2017), interpretado por Fernando Andina.[281]
- Cristo y Rey (2023), interpretado por Cristóbal Suárez.

## Ancestros
| \| \| \| \| \| \| \| \| \| \| \| \| \| \| \| \| \| \| \| \| 16. Francisco de Asís de Borbón, rey consorte de España \| \| \| \| \| \| \| \| \| \| \| \| \| \| \| \| \| \| \| \| \| \| \| \| \| \| \| \| \| \| \| \| \| \| \| \| \| \| \| \| \| \| \| \| \| \| \| \| \| \| \| \| \| \| 8. Alfonso XII, rey de España \| \| \| \| \| \| \| \| \| \| \| \| \| \| \| \| \| \| \| \| \| \| \| \| \| \| \| \| \| \| \| \| \| \| \| \| \| \| \| \| \| \| \| \| \| \| \| \| \| \| \| \| \| \| 17. Isabel II, reina de España \| \| \| \| \| \| \| \| \| \| \| \| \| \| \| \| \| \| \| \| \| \| \| \| \| \| \| \| \| \| \| \| \| \| \| \| \| \| \| \| \| \| \| \| \| \| \| \| \| \| \| \| \| \| 4. Alfonso XIII, rey de España \| \| \| \| \| \| \| \| \| \| \| \| \| \| \| \| \| \| \| \| \| \| \| \| \| \| \| \| \| \| \| \| \| \| \| \| \| \| \| \| \| \| \| \| \| \| \| \| \| \| \| \| \| \| 18. Archiduque Carlos Fernando de Austria, duque de Teschen[282] \| \| \| \| \| \| \| \| \| \| \| \| \| \| \| \| \| \| \| \| \| \| \| \| \| \| \| \| \| \| \| \| \| \| \| \| \| \| \| \| \| \| \| \| \| \| \| \| \| \| \| \| \| \| 9. Archiduquesa María Cristina de Austria-Teschen \| \| \| \| \| \| \| \| \| \| \| \| \| \| \| \| \| \| \| \| \| \| \| \| \| \| \| \| \| \| \| \| \| \| \| \| \| \| \| \| \| \| \| \| \| \| \| \| \| \| \| \| \| \| 19. Archiduquesa Isabel Francisca de Austria \| \| \| \| \| \| \| \| \| \| \| \| \| \| \| \| \| \| \| \| \| \| \| \| \| \| \| \| \| \| \| \| \| \| \| \| \| \| \| \| \| \| \| \| \| \| \| \| \| \| \| \| \| \| 2. Juan de Borbón, conde de Barcelona \| \| \| \| \| \| \| \| \| \| \| \| \| \| \| \| \| \| \| \| \| \| \| \| \| \| \| \| \| \| \| \| \| \| \| \| \| \| \| \| \| \| \| \| \| \| \| \| \| \| \| \| \| \| 20. Príncipe Alejandro de Hesse-Darmstadt \| \| \| \| \| \| \| \| \| \| \| \| \| \| \| \| \| \| \| \| \| \| \| \| \| \| \| \| \| \| \| \| \| \| \| \| \| \| \| \| \| \| \| \| \| \| \| \| \| \| \| \| \| \| 10. Príncipe Enrique de Battenberg \| \| \| \| \| \| \| \| \| \| \| \| \| \| \| \| \| \| \| \| \| \| \| \| \| \| \| \| \| \| \| \| \| \| \| \| \| \| \| \| \| \| \| \| \| \| \| \| \| \| \| \| \| \| 21. Condesa Julia de Hauke, princesa de Battenberg \| \| \| \| \| \| \| \| \| \| \| \| \| \| \| \| \| \| \| \| \| \| \| \| \| \| \| \| \| \| \| \| \| \| \| \| \| \| \| \| \| \| \| \| \| \| \| \| \| \| \| \| \| \| 5. Princesa Victoria Eugenia de Battenberg \| \| \| \| \| \| \| \| \| \| \| \| \| \| \| \| \| \| \| \| \| \| \| \| \| \| \| \| \| \| \| \| \| \| \| \| \| \| \| \| \| \| \| \| \| \| \| \| \| \| \| \| \| \| 22. Príncipe Alberto de Sajonia-Coburgo-Gotha \| \| \| \| \| \| \| \| \| \| \| \| \| \| \| \| \| \| \| \| \| \| \| \| \| \| \| \| \| \| \| \| \| \| \| \| \| \| \| \| \| \| \| \| \| \| \| \| \| \| \| \| \| \| 11. Princesa Beatriz del Reino Unido \| \| \| \| \| \| \| \| \| \| \| \| \| \| \| \| \| \| \| \| \| \| \| \| \| \| \| \| \| \| \| \| \| \| \| \| \| \| \| \| \| \| \| \| \| \| \| \| \| \| \| \| \| \| 23. Victoria, reina del Reino Unido y emperatriz de la India \| \| \| \| \| \| \| \| \| \| \| \| \| \| \| \| \| \| \| \| \| \| \| \| \| \| \| \| \| \| \| \| \| \| \| \| \| \| \| \| \| \| \| \| \| \| \| \| \| \| \| \| \| \| 1. Juan Carlos I, rey de España \| \| \| \| \| \| \| \| \| \| \| \| \| \| \| \| \| \| \| \| \| \| \| \| \| \| \| \| \| \| \| \| \| \| \| \| \| \| \| \| \| \| \| \| \| \| \| \| \| \| \| \| \| \| 24. Fernando II, rey de las Dos Sicilias \| \| \| \| \| \| \| \| \| \| \| \| \| \| \| \| \| \| \| \| \| \| \| \| \| \| \| \| \| \| \| \| \| \| \| \| \| \| \| \| \| \| \| \| \| \| \| \| \| \| \| \| \| \| 12. Príncipe Alfonso de las Dos Sicilias, conde de Caserta \| \| \| \| \| \| \| \| \| \| \| \| \| \| \| \| \| \| \| \| \| \| \| \| \| \| \| \| \| \| \| \| \| \| \| \| \| \| \| \| \| \| \| \| \| \| \| \| \| \| \| \| \| \| 25. Archiduquesa María Teresa de Austria-Teschen \| \| \| \| \| \| \| \| \| \| \| \| \| \| \| \| \| \| \| \| \| \| \| \| \| \| \| \| \| \| \| \| \| \| \| \| \| \| \| \| \| \| \| \| \| \| \| \| \| \| \| \| \| \| 6. Infante Carlos Tancredo de Borbón[283] \| \| \| \| \| \| \| \| \| \| \| \| \| \| \| \| \| \| \| \| \| \| \| \| \| \| \| \| \| \| \| \| \| \| \| \| \| \| \| \| \| \| \| \| \| \| \| \| \| \| \| \| \| \| 26. Príncipe Francisco de las Dos Sicilias, conde de Trápani \| \| \| \| \| \| \| \| \| \| \| \| \| \| \| \| \| \| \| \| \| \| \| \| \| \| \| \| \| \| \| \| \| \| \| \| \| \| \| \| \| \| \| \| \| \| \| \| \| \| \| \| \| \| 13. Princesa María Antonieta de las Dos Sicilias \| \| \| \| \| \| \| \| \| \| \| \| \| \| \| \| \| \| \| \| \| \| \| \| \| \| \| \| \| \| \| \| \| \| \| \| \| \| \| \| \| \| \| \| \| \| \| \| \| \| \| \| \| \| 27. Archiduquesa María Isabel de Austria-Toscana \| \| \| \| \| \| \| \| \| \| \| \| \| \| \| \| \| \| \| \| \| \| \| \| \| \| \| \| \| \| \| \| \| \| \| \| \| \| \| \| \| \| \| \| \| \| \| \| \| \| \| \| \| \| 3. Princesa María de las Mercedes de Borbón[284] \| \| \| \| \| \| \| \| \| \| \| \| \| \| \| \| \| \| \| \| \| \| \| \| \| \| \| \| \| \| \| \| \| \| \| \| \| \| \| \| \| \| \| \| \| \| \| \| \| \| \| \| \| \| 28. Príncipe Fernando Felipe de Francia, duque de Orleans \| \| \| \| \| \| \| \| \| \| \| \| \| \| \| \| \| \| \| \| \| \| \| \| \| \| \| \| \| \| \| \| \| \| \| \| \| \| \| \| \| \| \| \| \| \| \| \| \| \| \| \| \| \| 14. Príncipe Felipe de Francia, conde de París \| \| \| \| \| \| \| \| \| \| \| \| \| \| \| \| \| \| \| \| \| \| \| \| \| \| \| \| \| \| \| \| \| \| \| \| \| \| \| \| \| \| \| \| \| \| \| \| \| \| \| \| \| \| 29. Princesa Elena de Mecklemburgo-Schwerin \| \| \| \| \| \| \| \| \| \| \| \| \| \| \| \| \| \| \| \| \| \| \| \| \| \| \| \| \| \| \| \| \| \| \| \| \| \| \| \| \| \| \| \| \| \| \| \| \| \| \| \| \| \| 7. Princesa Luisa de Orleans \| \| \| \| \| \| \| \| \| \| \| \| \| \| \| \| \| \| \| \| \| \| \| \| \| \| \| \| \| \| \| \| \| \| \| \| \| \| \| \| \| \| \| \| \| \| \| \| \| \| \| \| \| \| 30. Príncipe Antonio de Francia, duque de Montpensier \| \| \| \| \| \| \| \| \| \| \| \| \| \| \| \| \| \| \| \| \| \| \| \| \| \| \| \| \| \| \| \| \| \| \| \| \| \| \| \| \| \| \| \| \| \| \| \| \| \| \| \| \| \| 15. Princesa María Isabel de Orleans \| \| \| \| \| \| \| \| \| \| \| \| \| \| \| \| \| \| \| \| \| \| \| \| \| \| \| \| \| \| \| \| \| \| \| \| \| \| \| \| \| \| \| \| \| \| \| \| \| \| \| \| \| \| 31. Infanta Luisa Fernanda de Borbón \| \| \| \| \| \| \| \| \| \| \| \| \| \| \| \| \| \| \| \| \| \| \| \| \| \| \| \| \| \| \| \| \| \| \| \| \| \| \| \| \| \| \| \| \| \| \| \| \| \| \| \| |                                                              |  |  |  |  |  |  |  |  |  |  |  |  |  |  |  |
| |                                                              |  |  |  |  |  |  |  |  |  |  |  |  |  |  |  |
| | 16. Francisco de Asís de Borbón, rey consorte de España      |  |  |  |  |  |  |  |  |  |  |  |  |  |  |  |
| |                                                              |  |  |  |  |  |  |  |  |  |  |  |  |  |  |  |
| |                                                              |  |  |  |  |  |  |  |  |  |  |  |  |  |  |  |
| | 8. Alfonso XII, rey de España                                |  |  |  |  |  |  |  |  |  |  |  |  |  |  |  |
| |                                                              |  |  |  |  |  |  |  |  |  |  |  |  |  |  |  |
| |                                                              |  |  |  |  |  |  |  |  |  |  |  |  |  |  |  |
| | 17. Isabel II, reina de España                               |  |  |  |  |  |  |  |  |  |  |  |  |  |  |  |
| |                                                              |  |  |  |  |  |  |  |  |  |  |  |  |  |  |  |
| |                                                              |  |  |  |  |  |  |  |  |  |  |  |  |  |  |  |
| | 4. Alfonso XIII, rey de España                               |  |  |  |  |  |  |  |  |  |  |  |  |  |  |  |
| |                                                              |  |  |  |  |  |  |  |  |  |  |  |  |  |  |  |
| |                                                              |  |  |  |  |  |  |  |  |  |  |  |  |  |  |  |
| | 18. Archiduque Carlos Fernando de Austria, duque de Teschen  |  |  |  |  |  |  |  |  |  |  |  |  |  |  |  |
| |                                                              |  |  |  |  |  |  |  |  |  |  |  |  |  |  |  |
| |                                                              |  |  |  |  |  |  |  |  |  |  |  |  |  |  |  |
| | 9. Archiduquesa María Cristina de Austria-Teschen            |  |  |  |  |  |  |  |  |  |  |  |  |  |  |  |
| |                                                              |  |  |  |  |  |  |  |  |  |  |  |  |  |  |  |
| |                                                              |  |  |  |  |  |  |  |  |  |  |  |  |  |  |  |
| | 19. Archiduquesa Isabel Francisca de Austria                 |  |  |  |  |  |  |  |  |  |  |  |  |  |  |  |
| |                                                              |  |  |  |  |  |  |  |  |  |  |  |  |  |  |  |
| |                                                              |  |  |  |  |  |  |  |  |  |  |  |  |  |  |  |
| | 2. Juan de Borbón, conde de Barcelona                        |  |  |  |  |  |  |  |  |  |  |  |  |  |  |  |
| |                                                              |  |  |  |  |  |  |  |  |  |  |  |  |  |  |  |
| |                                                              |  |  |  |  |  |  |  |  |  |  |  |  |  |  |  |
| | 20. Príncipe Alejandro de Hesse-Darmstadt                    |  |  |  |  |  |  |  |  |  |  |  |  |  |  |  |
| |                                                              |  |  |  |  |  |  |  |  |  |  |  |  |  |  |  |
| |                                                              |  |  |  |  |  |  |  |  |  |  |  |  |  |  |  |
| | 10. Príncipe Enrique de Battenberg                           |  |  |  |  |  |  |  |  |  |  |  |  |  |  |  |
| |                                                              |  |  |  |  |  |  |  |  |  |  |  |  |  |  |  |
| |                                                              |  |  |  |  |  |  |  |  |  |  |  |  |  |  |  |
| | 21. Condesa Julia de Hauke, princesa de Battenberg           |  |  |  |  |  |  |  |  |  |  |  |  |  |  |  |
| |                                                              |  |  |  |  |  |  |  |  |  |  |  |  |  |  |  |
| |                                                              |  |  |  |  |  |  |  |  |  |  |  |  |  |  |  |
| | 5. Princesa Victoria Eugenia de Battenberg                   |  |  |  |  |  |  |  |  |  |  |  |  |  |  |  |
| |                                                              |  |  |  |  |  |  |  |  |  |  |  |  |  |  |  |
| |                                                              |  |  |  |  |  |  |  |  |  |  |  |  |  |  |  |
| | 22. Príncipe Alberto de Sajonia-Coburgo-Gotha                |  |  |  |  |  |  |  |  |  |  |  |  |  |  |  |
| |                                                              |  |  |  |  |  |  |  |  |  |  |  |  |  |  |  |
| |                                                              |  |  |  |  |  |  |  |  |  |  |  |  |  |  |  |
| | 11. Princesa Beatriz del Reino Unido                         |  |  |  |  |  |  |  |  |  |  |  |  |  |  |  |
| |                                                              |  |  |  |  |  |  |  |  |  |  |  |  |  |  |  |
| |                                                              |  |  |  |  |  |  |  |  |  |  |  |  |  |  |  |
| | 23. Victoria, reina del Reino Unido y emperatriz de la India |  |  |  |  |  |  |  |  |  |  |  |  |  |  |  |
| |                                                              |  |  |  |  |  |  |  |  |  |  |  |  |  |  |  |
| |                                                              |  |  |  |  |  |  |  |  |  |  |  |  |  |  |  |
| | 1. Juan Carlos I, rey de España                              |  |  |  |  |  |  |  |  |  |  |  |  |  |  |  |
| |                                                              |  |  |  |  |  |  |  |  |  |  |  |  |  |  |  |
| |                                                              |  |  |  |  |  |  |  |  |  |  |  |  |  |  |  |
| | 24. Fernando II, rey de las Dos Sicilias                     |  |  |  |  |  |  |  |  |  |  |  |  |  |  |  |
| |                                                              |  |  |  |  |  |  |  |  |  |  |  |  |  |  |  |
| |                                                              |  |  |  |  |  |  |  |  |  |  |  |  |  |  |  |
| | 12. Príncipe Alfonso de las Dos Sicilias, conde de Caserta   |  |  |  |  |  |  |  |  |  |  |  |  |  |  |  |
| |                                                              |  |  |  |  |  |  |  |  |  |  |  |  |  |  |  |
| |                                                              |  |  |  |  |  |  |  |  |  |  |  |  |  |  |  |
| | 25. Archiduquesa María Teresa de Austria-Teschen             |  |  |  |  |  |  |  |  |  |  |  |  |  |  |  |
| |                                                              |  |  |  |  |  |  |  |  |  |  |  |  |  |  |  |
| |                                                              |  |  |  |  |  |  |  |  |  |  |  |  |  |  |  |
| | 6. Infante Carlos Tancredo de Borbón                         |  |  |  |  |  |  |  |  |  |  |  |  |  |  |  |
| |                                                              |  |  |  |  |  |  |  |  |  |  |  |  |  |  |  |
| |                                                              |  |  |  |  |  |  |  |  |  |  |  |  |  |  |  |
| | 26. Príncipe Francisco de las Dos Sicilias, conde de Trápani |  |  |  |  |  |  |  |  |  |  |  |  |  |  |  |
| |                                                              |  |  |  |  |  |  |  |  |  |  |  |  |  |  |  |
| |                                                              |  |  |  |  |  |  |  |  |  |  |  |  |  |  |  |
| | 13. Princesa María Antonieta de las Dos Sicilias             |  |  |  |  |  |  |  |  |  |  |  |  |  |  |  |
| |                                                              |  |  |  |  |  |  |  |  |  |  |  |  |  |  |  |
| |                                                              |  |  |  |  |  |  |  |  |  |  |  |  |  |  |  |
| | 27. Archiduquesa María Isabel de Austria-Toscana             |  |  |  |  |  |  |  |  |  |  |  |  |  |  |  |
| |                                                              |  |  |  |  |  |  |  |  |  |  |  |  |  |  |  |
| |                                                              |  |  |  |  |  |  |  |  |  |  |  |  |  |  |  |
| | 3. Princesa María de las Mercedes de Borbón                  |  |  |  |  |  |  |  |  |  |  |  |  |  |  |  |
| |                                                              |  |  |  |  |  |  |  |  |  |  |  |  |  |  |  |
| |                                                              |  |  |  |  |  |  |  |  |  |  |  |  |  |  |  |
| | 28. Príncipe Fernando Felipe de Francia, duque de Orleans    |  |  |  |  |  |  |  |  |  |  |  |  |  |  |  |
| |                                                              |  |  |  |  |  |  |  |  |  |  |  |  |  |  |  |
| |                                                              |  |  |  |  |  |  |  |  |  |  |  |  |  |  |  |
| | 14. Príncipe Felipe de Francia, conde de París               |  |  |  |  |  |  |  |  |  |  |  |  |  |  |  |
| |                                                              |  |  |  |  |  |  |  |  |  |  |  |  |  |  |  |
| |                                                              |  |  |  |  |  |  |  |  |  |  |  |  |  |  |  |
| | 29. Princesa Elena de Mecklemburgo-Schwerin                  |  |  |  |  |  |  |  |  |  |  |  |  |  |  |  |
| |                                                              |  |  |  |  |  |  |  |  |  |  |  |  |  |  |  |
| |                                                              |  |  |  |  |  |  |  |  |  |  |  |  |  |  |  |
| | 7. Princesa Luisa de Orleans                                 |  |  |  |  |  |  |  |  |  |  |  |  |  |  |  |
| |                                                              |  |  |  |  |  |  |  |  |  |  |  |  |  |  |  |
| |                                                              |  |  |  |  |  |  |  |  |  |  |  |  |  |  |  |
| | 30. Príncipe Antonio de Francia, duque de Montpensier        |  |  |  |  |  |  |  |  |  |  |  |  |  |  |  |
| |                                                              |  |  |  |  |  |  |  |  |  |  |  |  |  |  |  |
| |                                                              |  |  |  |  |  |  |  |  |  |  |  |  |  |  |  |
| | 15. Princesa María Isabel de Orleans                         |  |  |  |  |  |  |  |  |  |  |  |  |  |  |  |
| |                                                              |  |  |  |  |  |  |  |  |  |  |  |  |  |  |  |
| |                                                              |  |  |  |  |  |  |  |  |  |  |  |  |  |  |  |
| | 31. Infanta Luisa Fernanda de Borbón                         |  |  |  |  |  |  |  |  |  |  |  |  |  |  |  |
| |                                                              |  |  |  |  |  |  |  |  |  |  |  |  |  |  |  |
| |                                                              |  |  |  |  |  |  |  |  |  |  |  |  |  |  |  |

| Predecesor: Juan de Borbón y Battenberg | Príncipe titular de Asturias 1941-1975 | Sucesor: Felipe de Borbón y Grecia |
| Predecesor: — | Príncipe de España 1969-1975           | Sucesor: —                         |
| Predecesor: Francisco Franco Dictador, con el título de "Caudillo de España" — Juan de Borbón y Battenberg Rey titular de España desde 1941, abdicando sus derechos en 1977 | Rey de España 1975-2014                | Sucesor: Felipe VI                 |